# Freiberg

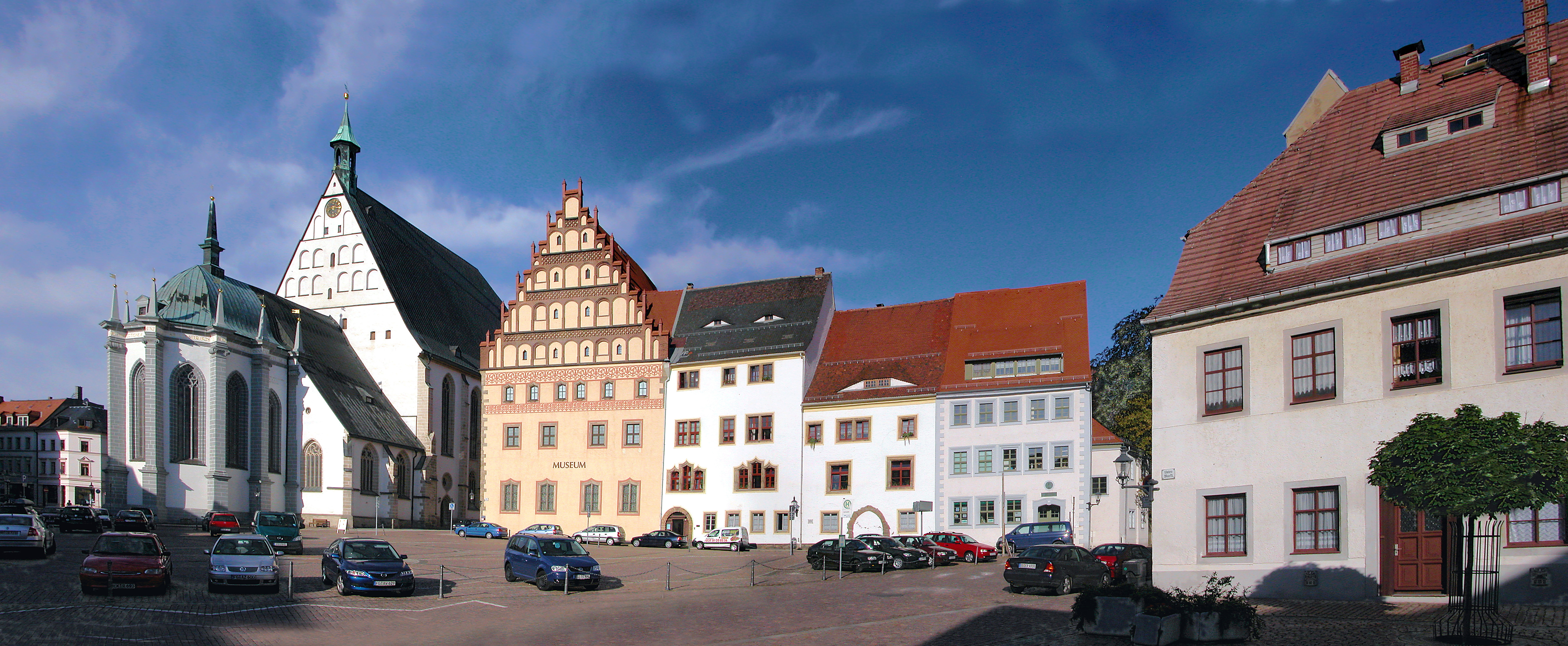
Freiberg, Untermarkt mit Dom St. Marien

Freiberg ist eine Große Kreisstadt und Bergstadt etwa in der Mitte des Freistaates Sachsen zwischen Dresden und Chemnitz. Die Mittelstadt ist Verwaltungssitz des 2008 gebildeten Landkreises Mittelsachsen und mit der 1765 gegründeten Bergakademie Freiberg Sitz der ältesten bestehenden technisch-montanwissenschaftlichen Universität der Welt.
Der gesamte historische Stadtkern der Silberstadt steht unter Denkmalschutz. Er gehört, zusammen mit örtlichen Denkmälern der Bergbaugeschichte wie der Reichen Zeche, seit 2019 zum UNESCO-Welterbe Montanregion Erzgebirge. Bis 1969 war die Stadt rund 800 Jahre vom Bergbau und der Hüttenindustrie geprägt. In den letzten Jahrzehnten fand ein Strukturwandel zum Hochtechnologiestandort im Bereich der Halbleiterfertigung und der Solartechnik statt, womit die heutige Universitätsstadt Freiberg zum Silicon Saxony gehört. In der eigentlichen Stadt ohne Ortsteile lebten Stand 31. Dezember 2022 laut Stadtverwaltung 40.485 Einwohner.

## Geographie

### Geographische Lage
Die Stadt liegt an der nördlichen Abdachung des Erzgebirges mit dem Großteil des Stadtgebietes westlich der Östlichen oder der Freiberger Mulde. Die Stadt ist zum Teil in die Täler des Münzbaches und des Goldbaches eingebettet. Das Zentrum mit dem Bahnhof liegt auf etwa 412 m ü. NHN. Tiefster Punkt ist der Münzbach an der Stadtgrenze mit 340 m ü. NHN, der höchste Punkt befindet sich bei 491 m ü. NHN auf einer Bergbauhalde. Freiberg liegt innerhalb einer alten, durch den Bergbau genutzten und von ihm geprägten Rodungslandschaft und ist im Norden, Südosten und Südwesten von Wäldern, in den übrigen Richtungen von Feldern und Wiesen umgeben. Zu Beginn des 21. Jahrhunderts ist mit den Städten Nossen, Roßwein, Großschirma, Freiberg und Brand-Erbisdorf eine Zone der Verstädterung tendenziell im Entstehen. Diese umfasst etwa 75.000 Einwohner.
Freiberg befindet sich etwa 31 km westsüdwestlich von Dresden, etwa 31 km ostnordöstlich von Chemnitz, etwa 82 km südöstlich von Leipzig sowie etwa 179 km südlich von Berlin und etwa 120 km nordwestlich von Prag. Freiberg liegt etwa 8,4 km westlich des geographischen Mittelpunktes des Freistaates und ist somit die Stadt, die mit ihrem Zentrum diesem Punkt am nächsten liegt.
Freiberg liegt an einer Grenze von zwei Formen des sächsischen Dialektes: östlich das Südostmeißnische und westlich das Südmeißnische, die beide den fünf Meißenischen Dialekten zuzurechnen sind, sowie knapp nördlich des Dialektgebietes des Osterzgebirgischen.

### Ausdehnung des Stadtgebiets

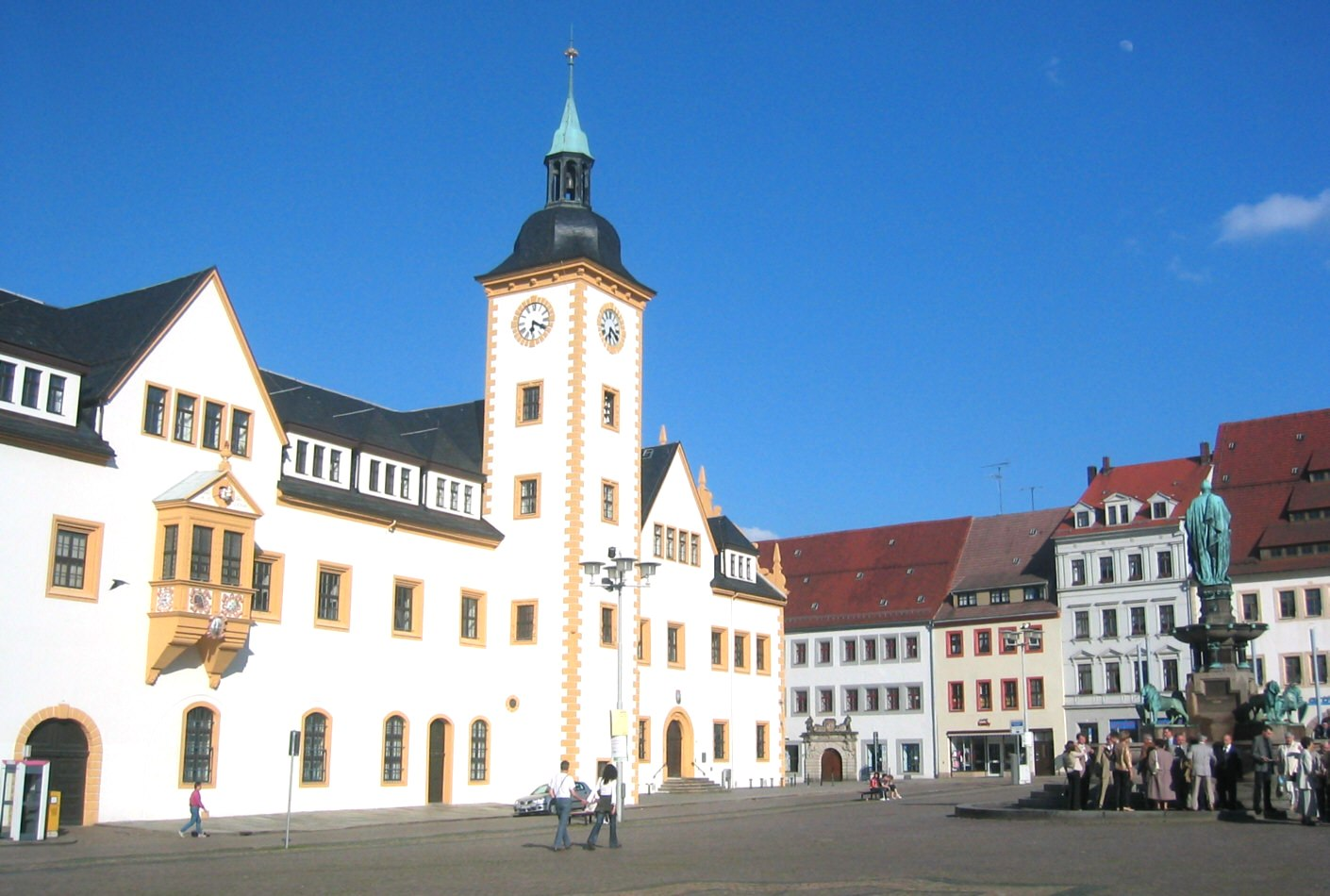
Obermarkt mit Rathaus

Die Keimzelle der Stadt, das ehemalige Waldhufendorf Christiansdorf, liegt im Tal des Münzbaches. Aus der ehemaligen bäuerlichen Siedlung entwickelte sich die hochmittelalterliche Stadt Freiberg (der freie Berg). An dessen Hängen und auf dem westlich davon gelegenen Höhenrücken entstand der ummauerte Stadtkern. Dies hatte unter anderem zur Folge, dass die östlich der alten Hauptstraßenachse (heute Erbische Straße und Burgstraße vom ehemaligen Erbischen Tor am Postplatz zum Schloss Freudenstein) abgehenden Straßen, die zum Teil bis auf den Gegenhang des Münzbachtals führen, steil sind. Der östlich der Hauptstraßenachse gelegene Teil wird als Unterstadt mit dem dazugehörenden Untermarkt bezeichnet. Das westliche Gebiet ist die Oberstadt mit dem Obermarkt. Der Stadtkern wird von den entlang der alten Stadtmauer verlaufenden Ringanlagen umschlossen. Im Westen verbreitern sich diese, in die die Kreuzteiche eingebettet sind, parkartig. Unmittelbar nördlich des Stadtkerns befinden sich neben dem Schloss Freudenstein Stadtmauerreste mit mehreren Mauertürmen und dem vorgelagerten Schlüsselteich. Die Mauerreste setzen sich in östlicher Richtung mit Durchbrüchen bis zum Donatsturm fort. In diesem Bereich dominiert der historische Wallgraben. Die Südgrenze des Altstadtkerns wird zum Teil durch Bauten aus der Gründerzeit geprägt. Die Bundesstraße 101 flankiert als Wallstraße den Westen, die Bundesstraße 173 als Schillerstraße und Hornstraße den Süden der Altstadt.
Freibergs Norden wird durch den Campus der TU Bergakademie Freiberg geprägt. Dessen Hauptteile beiderseits der Leipziger Straße (als B 101 wichtigste Verkehrsverbindung in diesem Gebiet) entstanden in den 1950er und 1960er Jahren. Weiterhin befinden sich dort die Stadtteile Loßnitz, Lößnitz und Kleinwaltersdorf, das nicht unmittelbar an die städtischen Bebauungsgrenzen reicht. Zwischen Kleinwaltersdorf und Lößnitz liegt der Nonnenwald und östlich der Leipziger Straße ein Gewerbegebiet.
Der Osten Freibergs umfasst den rechten, östlichen Hang des Münzbachtales, das Tal der Freiberger Mulde und Teile der östlich davon gelegenen Hochfläche. Da dort über Jahrhunderte intensiver Bergbau betrieben wurde, ist dieses Gebiet vor allem durch die Tagesanlagen der Gruben, deren Halden und Industrieanlagen verschiedener Perioden gekennzeichnet. Große Teile der Bergbauhalden wurden ab den 1960er Jahren begrünt und sind heute bewaldet. Der Stadtteil Halsbach an der B 173 ist eine alte Streusiedlung am Osthang der Mulde, in der vor allem Bergleute mit ihren Familien wohnten. Zwischen den 1960er und 1990er Jahren standen in Halsbrücke und Muldenhütten insgesamt sechs zwischen 120 und 200 m hohe Schornsteine, die weithin die Freiberger Stadtsilhouette prägten. In Richtung Osten verläuft die Sachsen-Franken-Magistrale zunächst in einem tiefen Einschnitt, in einem nach Norden offenen Bogen aus der Stadt, um nach Passieren des Muldenhüttener Eisenbahnviadukts die Richtung nach Dresden einzuschlagen. Nach Südosten führt eine Landstraße in Richtung Osterzgebirge und Tschechien aus der Stadt. Die geschlossene Wohnbebauung im östlichen Stadtgebiet stammt im Wesentlichen aus der zweiten Hälfte des 19. und der ersten Hälfte des 20. Jahrhunderts. Nördlich der Dresdner Straße befindet sich zwischen dem Donatsturm und dem ehemaligen Bahnhof Freiberg (Ost) der mehrere hundert Jahre alte Donatsfriedhof. Weitere Friedhöfe befinden sich nördlich davon.

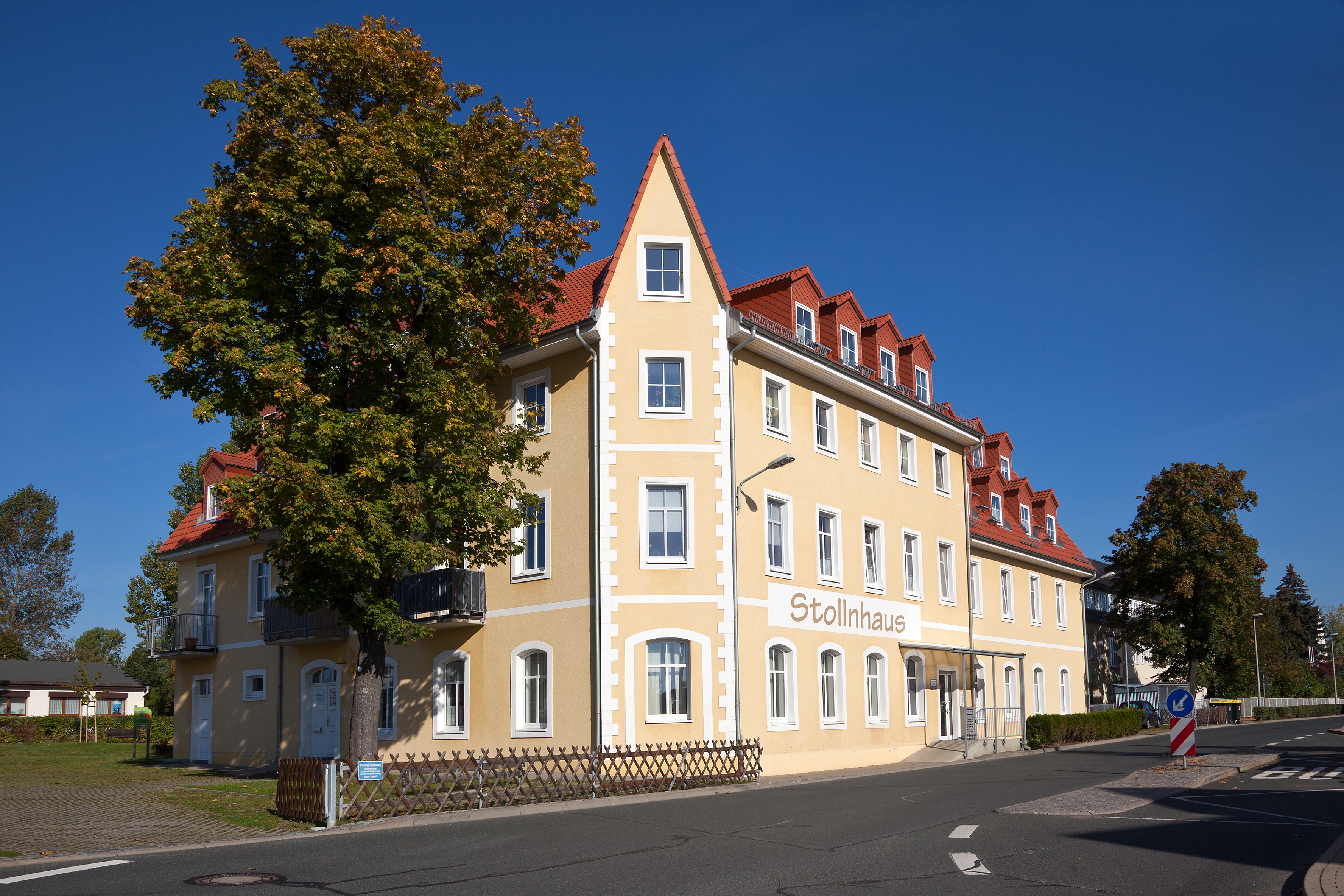
Stollnhaus in Zug

Freibergs Süden ist in erster Linie von der in Ost-West-Richtung verlaufenden Eisenbahntrasse, die auf hohen Dämmen die nordwärts verlaufenden Täler von Münz- und Goldbach quert, bestimmt. Diese Eisenbahnstrecke mit ihrem ehemals bedeutenden Güterbahnhof schneidet im Süden die steiler werdenden, ins Erzgebirge führenden Hänge an. Zwischen Bahnhof und Altstadt befanden sich die übertägigen Anlagen alter Erzgruben. Seit dem letzten Drittel des 19. Jahrhunderts nimmt dieses Terrain die Bahnhofsvorstadt ein. Um den Bahnhof gibt es alte Industrieflächen und am Wernerplatz befindet sich der Busbahnhof.  im östlichen Teil befanden sich der alte Jüdenberg (jüdische Vorstadt) und mehrere Vorwerke. Südwestlich des Stadtkerns schließt sich südlich der Chemnitzer Straße (B 173) Freibergsdorf an. Südlich der Bahntrasse befindet sich ein in den 1930er Jahren angelegtes Siedlungsgebiet. Zwischen diesem, der Bahntrasse und dem Stadtteil Zug wurden zwischen den 1960er und 1980er Jahren die Wohngebiete Seilerberg und Wasserberg angelegt, die kreissegmentförmig den Ring bis fast zur Chemnitzer Straße im Westen schließen. Durch diese Wohngebiete verläuft die West-Osttangente, die die Innenstadt vom Fernverkehr entlastet. Zug ist heute ein von kleineren Bergwerkshalden geprägtes Siedlungsgebiet mit vielen Einfamilienhäusern. An der B 101, der Annaberger Straße, befinden sich Einkaufszentren und Gewerbegebiete. Fast unmerklich geht das Gebiet von Zug in das Stadtgebiet von Brand-Erbisdorf über. Der Stadtteil Langenrinne im Südosten im Tal des Münzbachs war ehemals landwirtschaftlich geprägt und ist heute Wohngebiet in aufgelockerter Bauweise. Zwischen Langenrinne und dem Seilerberg hat die Solarindustrie einen Standort gefunden.
Der Westen ist die bevorzugte Wohngegend mit dem Stadtpark, einem Freizeitzentrum und einem der beiden deutschen Tempel der Kirche Jesu Christi der Heiligen der Letzten Tage (umgangssprachlich Mormonen genannt). Er wurde von 1983 bis 1985 gebaut und am 29. Juni 1985 geweiht. Am Ende des 19. Jahrhunderts entstanden dort größere Villen, und während der DDR-Zeit wurden Einfamilienhäuser errichtet. Der Stadtteil Friedeburg ist eine Mischung von Villenkolonien, Wohnbauten aus den 1980er und 1990er Jahren und neuerer aufgelockerter Bebauung. Dort führt die Landstraße in Richtung Hainichen und Mittweida aus der Stadt. Im Südwesten wird die Stadt vom Hospitalwald, in dem sich ein Freibad und ein Campingplatz befinden, begrenzt. Durch diesen Wald verläuft die Eisenbahntrasse in Richtung Westen.

### Umland
Im Freiberger Umland sind sowohl Industriestandorte als auch Landwirtschaft, Wälder und Naherholungsgebiete vorhanden. An den Standorten Muldenhütten und Halsbrücke sind Unternehmen der Hütten- und Metall verarbeitenden Industrie und in Weißenborn, Großschirma und Reinsberg Unternehmen der Papierindustrie ansässig. Die junge Stadt Großschirma liegt nördlich von Freiberg an der Bundesstraße 101. Nordöstlich schließt die Gemeinde Halsbrücke an das Freiberger Stadtgebiete an. Weiter befindet sich im Osten die Gemeinde Bobritzsch-Hilbersdorf. Ebenfalls nordöstlich der Stadt liegt das Naherholungsgebiet Tharandter Wald. Die sich im Südosten befindliche Gemeinde Weißenborn gehört zur Verwaltungsgemeinschaft Lichtenberg-Weißenborn mit dem noch weiter entfernten Städtchen Frauenstein. An der südlich aus Freiberg herausführenden Bundesstraße 101 liegen die Große Kreisstadt Brand-Erbisdorf und der Freiwald. Nach Süden, zum Kamm des Erzgebirges, und nach Norden in Richtung Nossen und Meißen erstrecken sich die technisch und hinsichtlich des Naturschutzes interessanten Anlagen der Revierwasserlaufanstalt Freiberg. Im Westen befinden sich Oberschöna und Oederan.

### Stadtteile (Stadtgliederung)
Die Stadt Freiberg untergliedert sich in acht Stadtteile:
Neben der Altstadt, den Stadtteilen Freiberg-Nord, Freiberg-Ost, Freiberg-Süd und Freiberg-West sind dies Halsbach, Kleinwaltersdorf und Zug.
Zu diesen Stadtteilen gehören folgende Gemeindeteile und Stadtviertel:

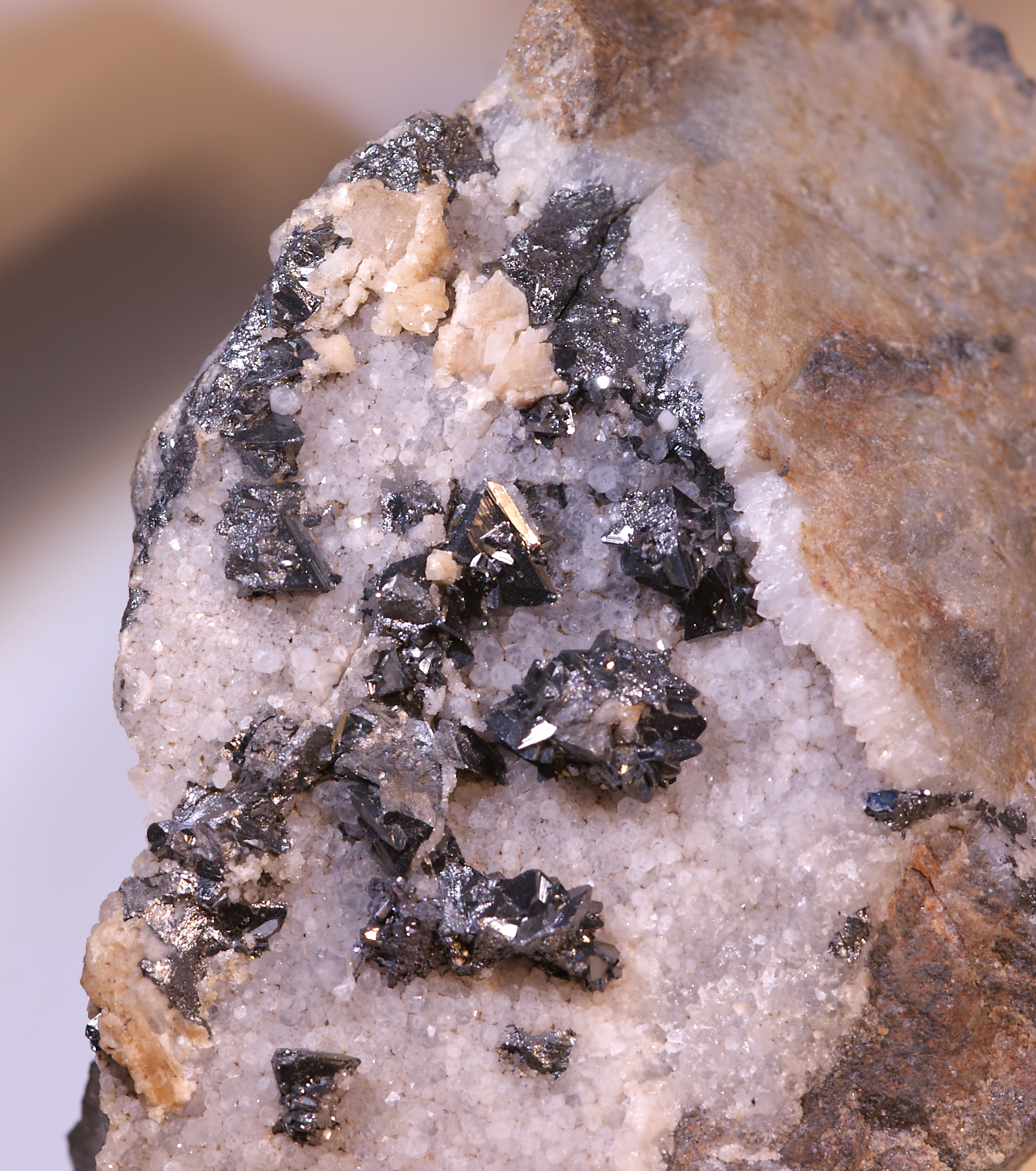
Freibergit aus der Typlokalität Schachtanlage „Reiche Zeche“, Himmelfahrt Fundgrube

| Stadtteil        | Ortsteile und Stadtviertel                                                           | Bevölkerung (2013) |
| ---------------- | ------------------------------------------------------------------------------------ | ------------------ |
| Altstadt         | Oberstadt, Unterstadt, d. h. Domviertel, Jakobiviertel, Nikolaiviertel, Petriviertel | 3.763              |
| Freiberg-Nord    | Friedeburg, Neu-Friedeburg, Lößnitz, Loßnitz                                         | 8.175              |
| Freiberg-Ost     | Donatsviertel, Himmelfahrter Revier, Hüttenviertel, Muldenhütten, Scheunenviertel    | 2.541              |
| Freiberg-Süd     | Bahnhofsvorstadt, Hinter dem Bahnhof, Seilerberg, Silberhofviertel                   | 9.168              |
| Freiberg-West    | Fernesiechen, Freibergsdorf, Hospitalviertel, Wasserberg (-Nord, -Ost, -Süd, -West)  | 14.400             |
| Halsbach         | Halsbach                                                                             | 316                |
| Kleinwaltersdorf | Kleinwaltersdorf, Bahnhof, Fürstenbusch, Nonnenwald, Rittergut, Waltersbach          | 784                |
| Zug              | Zug (Oberzug, Niederzug), Langenrinne mit Rosine, Pulvermühle, Rotes Vorwerk         | 1.696              |

## Geologie

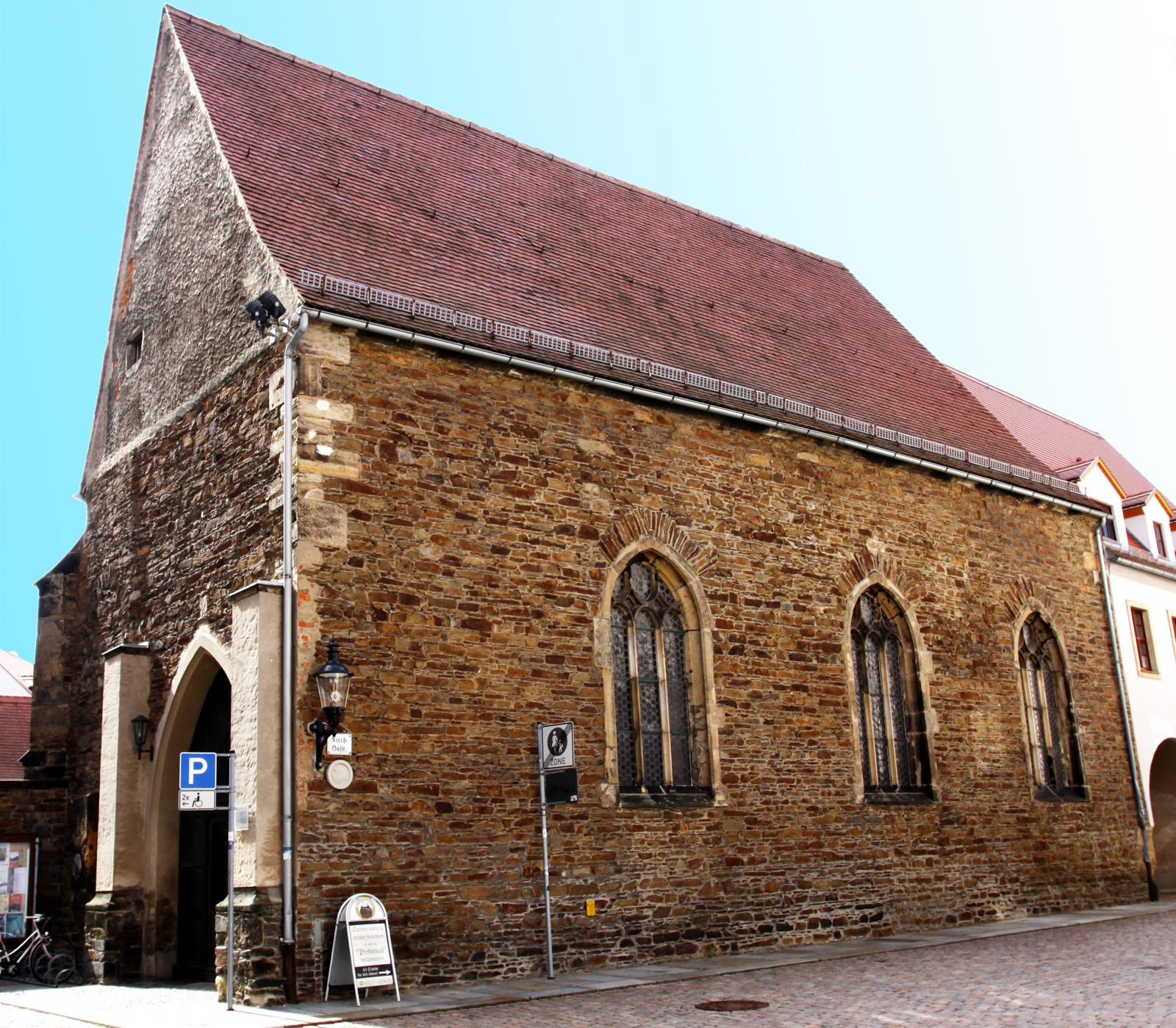
Die Annenkapelle im Dom-Ensemble ist bis auf die Portal- und Fenstereinfassungen vollkommen aus Gneis-Bruchsteinen errichtet.

Regionalgeologisch ist der Raum Freiberg der Erzgebirgs-Zentralzone innerhalb der fichtelgebirgisch-erzgebirgischen Antiklinalzone zuzuordnen. Die Festgesteinsbasis besteht aus Orthogneis proterozoischen Alters (auch „Freiberger Graugneis“, „Freiberger Kerngneis“ oder „Freiberger Gneiskuppel“ genannt). Der Gneis besteht aus etwa 40 % Feldspaten (Kalifeldspat und Plagioklas), 33 % Quarz und 27 % Glimmer (Biotit und Muskovit). Die Mineralkomponenten sind durch die regionalmetamorphe Überprägung meist länglich deformiert, was dem Gneis seine typische schiefrig-plattige („flaserige“) Gesteinstextur verleiht. Der Gneis war seit Entstehung der Stadt bis in die jüngere Vergangenheit Quelle von Baumaterial für eine große Anzahl von Bauwerken in und um Freiberg (siehe Fotografie der Annenkapelle). Der Festgesteinskörper wird von zwei Systemen tektonischer Bruchstrukturen durchzogen. Diese entstanden während der varistischen und alpidischen Orogenese. Durch den Absatz hydrothermaler Lösungen in diesen tiefreichenden Spaltensystemen entstanden die polymetallischen Erzgänge des Freiberger Lagerstättenbezirkes. Die Erzgänge waren vom Hochmittelalter bis in das zweite Drittel des 20. Jahrhunderts Gegenstand bergmännischen Abbaus, wobei Silber die überwiegende Gewinnungskomponente war. Der Bergbau prägte den Charakter und die Bedeutung der Stadt Freiberg nachhaltig (siehe Hauptartikel Freiberger Gangerzlagerstätte).
An Vulkaniten ist ein Nordwest-Südost streichender Rhyolithgang erwähnenswert, der das Stadtgebiet nordöstlich tangiert. Die Festgesteinsoberkante steht in Abhängigkeit von der Morphologie meist nur wenige Meter unter der Geländeoberfläche an. Gneis verwittert auf Grund seiner schiefrig-plattigen Textur zu flachstückigem Grus und zersetzt sich bei anhaltender Verwitterungsintensität zu schluffig-sandigem Verwitterungslehm. In Folge von Verlagerungsprozessen bilden sich Mischbereiche aus Verwitterungs- und Hanglehm sowie Hangschutt, die die Festgesteinsoberfläche und die Verwitterungszone in unterschiedlicher Mächtigkeit bedecken. Holozäne Bildungen treten lediglich in einem schmalen Bereich entlang des Münzbaches in Form von Auelehm auf. Rezente Bodenbildungen liegen als Hangsandlehm-Braunerde und Staugleye vor.

## Geschichte

Karte von Freiberg (um 1750)

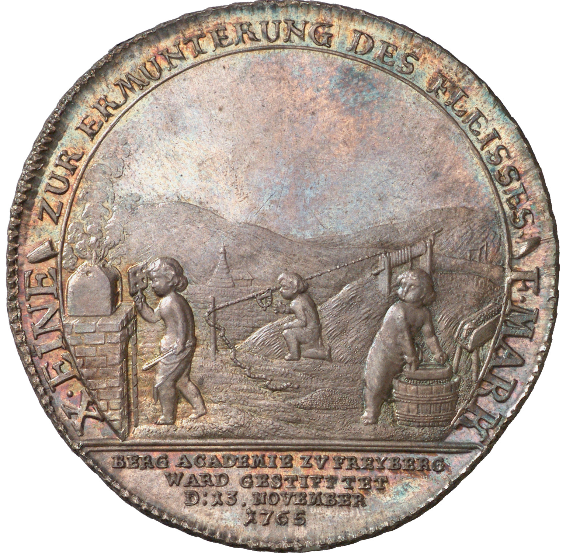
Prämientaler der Bergakademie Freiberg, im Abschnitt befinden sich vier Zeilen Schrift: BERG ACADEMIE ZV FREYBERG / WARD GESTIFFTET / D : 13۰NOVEMBER / 1765.

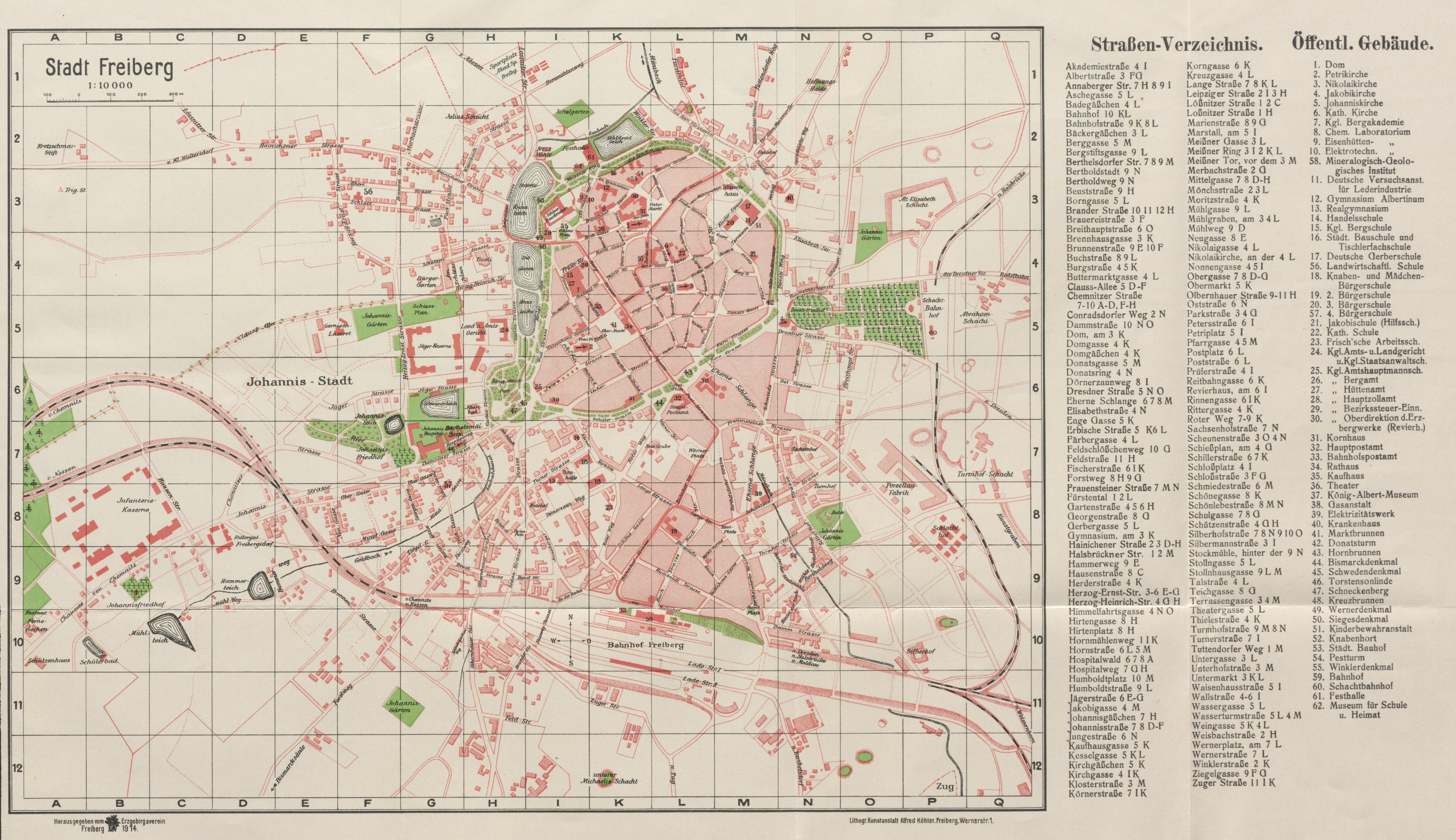
Stadtplan von Freiberg (1914)

Die Stadt, deren Geschichte eng mit dem Bergbau verbunden ist, entstand ab etwa um 1162/1170. Markgraf Otto von Meißen ließ zwischen 1156 und 1162 mehrere Waldhufendörfer für das Kloster Altzelle anlegen, darunter Christiansdorf. Im Jahre 1168 wurde bei Christiansdorf Silbererz entdeckt. Der Markgraf erwirkte daraufhin das Regalienrecht, um so über die in seinem Land vorhandenen, eigentlich dem königlichen Bergregal unterliegenden Bodenschätze selbst verfügen zu können. Die Zusicherung besonderer Freiheiten für die Bergleute, wie u. a. der Freiheit der Person und die Befreiung von verschiedenen Fronabgaben und -diensten, lockte zahlreiche Bergleute, Händler und Handwerker, samt ihren Familien ins Erzgebirge. Durch die Zuwanderungswelle entwickelte sich innerhalb von zwei Jahrzehnten die Stadt „Vriberge“ (1195), 1218 „Friberch“, 1227 im Stadtsiegel „Vriberch“ und 1328 „Fryberg“. 1466 werden erstmals die Bezeichnungen „Freiberg“ und „Freyberg“ verwendet. Dieser Name wird aus dem wichtigen Merkmal, der von Markgraf Otto eingeführte Berg(-bau)freiheit, also dem Schürfrecht eines jeden Zuwanderers, hergeleitet. Gegen eine entsprechende Abgabe durfte jeder nach dem Silbererz schürfen und konnte jeder eine Berechtigung zum Abbau erlangen. Das Silber durfte ausschließlich an die markgräfliche Münze verkauft werden.
Im hohen Mittelalter war Freiberg die größte Stadt der Mark Meißen und wichtiger Handelsstandort. Ihr Silberreichtum und die bedeutsame Münzstatte machten das Kurfürstentum Sachsen zu einem wohlhabenden Staatswesen. Das berühmte Freiberger Stadt- und Bergrecht (ius Fribergensis), erstmals 1233 erwähnt, erlangte ab 1307 in schriftlicher Form große Bedeutung für das Erzgebirge. 1765 wurde die Bergakademie gegründet, eine der weltweit ältesten bergbautechnischen Hochschulen. 1913 wurde der Silberbergbau aufgrund des Verfalls des Silberpreises eingestellt. Vor dem Zweiten Weltkrieg wiederum aufgenommen, gab es bis 1969 wieder verstärkt Bergbauaktivitäten zur Blei-, Zink- und Zinngewinnung.
Freiberg ist der Namensgeber für das 1853 durch Gustav Adolf Kenngott benannte Mineral Freibergit.
Ein amerikanischer Luftangriff auf Freiberg, besonders auf die Bahnhofsvorstadt, am 7. Oktober 1944 forderte 172 Todesopfer.
2015 ereigneten sich in Freiberg ein Sprengstoffanschlag auf ein Asylbewerberheim sowie fremdenfeindliche Ausschreitungen gegen einen Flüchtlingskonvoi, wodurch der Ort bundesweit in die Medien geriet.

### Gedenkstätten
- Denkmal mit Namen und Daten für die im Ersten Weltkrieg gefallenen und vermissten Soldaten des Reserve-Jäger-Bataillons 26 auf dem Bebelplatz.
- Gedenkstein auf dem Sowjetischen Ehrenfriedhof an der Himmelfahrtsgasse (vorher auf dem Donatsfriedhof) für die Opfer des Faschismus in den von Deutschland während des Zweiten Weltkrieges besetzten Ländern, für elf unbekannte KZ-Häftlinge aus einem Außenlager des KZ Buchenwald, die im April 1945 von SS-Männern ermordet wurden, sowie für den ersten Nachkriegsbürgermeister Karl Günzel, einen ehemaligen Buchenwaldhäftling
- Gedenkstätte am Platz der Oktoberopfer, wo am 27. Oktober 1923 bei einer Demonstration 27 Demonstranten von Einheiten der Reichswehr getötet und 25 verletzt wurden.[20]
- Gedenktafel am Sächsischen Porzellanwerk GmbH, wo im Frühjahr 1933 von den NS-Behörden politische Gegner des Regimes interniert und gefoltert wurden. Die Tafel wurde nach 1990 entfernt.
- Gedenktafel am Landratsamt an der Frauensteiner Straße, zur Erinnerung an die 1000 jüdischen Frauenhäftlinge eines Außenlagers des KZ Flossenbürg und polnischen Zwangsarbeiterinnen, die während des Zweiten Weltkrieges nach Deutschland verschleppt und Opfer von Zwangsarbeit wurden.
- Gedenktafel an gleicher Stelle für den jüdischen Direktor der Porzellanfabrik Dr. Werner Hofmann, der seiner Verfolgung 1939 durch den Freitod entging.
- Gedenktafel für Werner Hartenstein (1879–1947), der Oberbürgermeister der Stadt von 1924 bis 1945 war und bei Kriegsende 1945 die Stadt vor unnötigen Verlusten bewahrte. Im Juni 1945 vom NKWD verhaftet, verstarb Hartenstein am 11. Februar 1947 im Speziallager Jamlitz.[21][22]

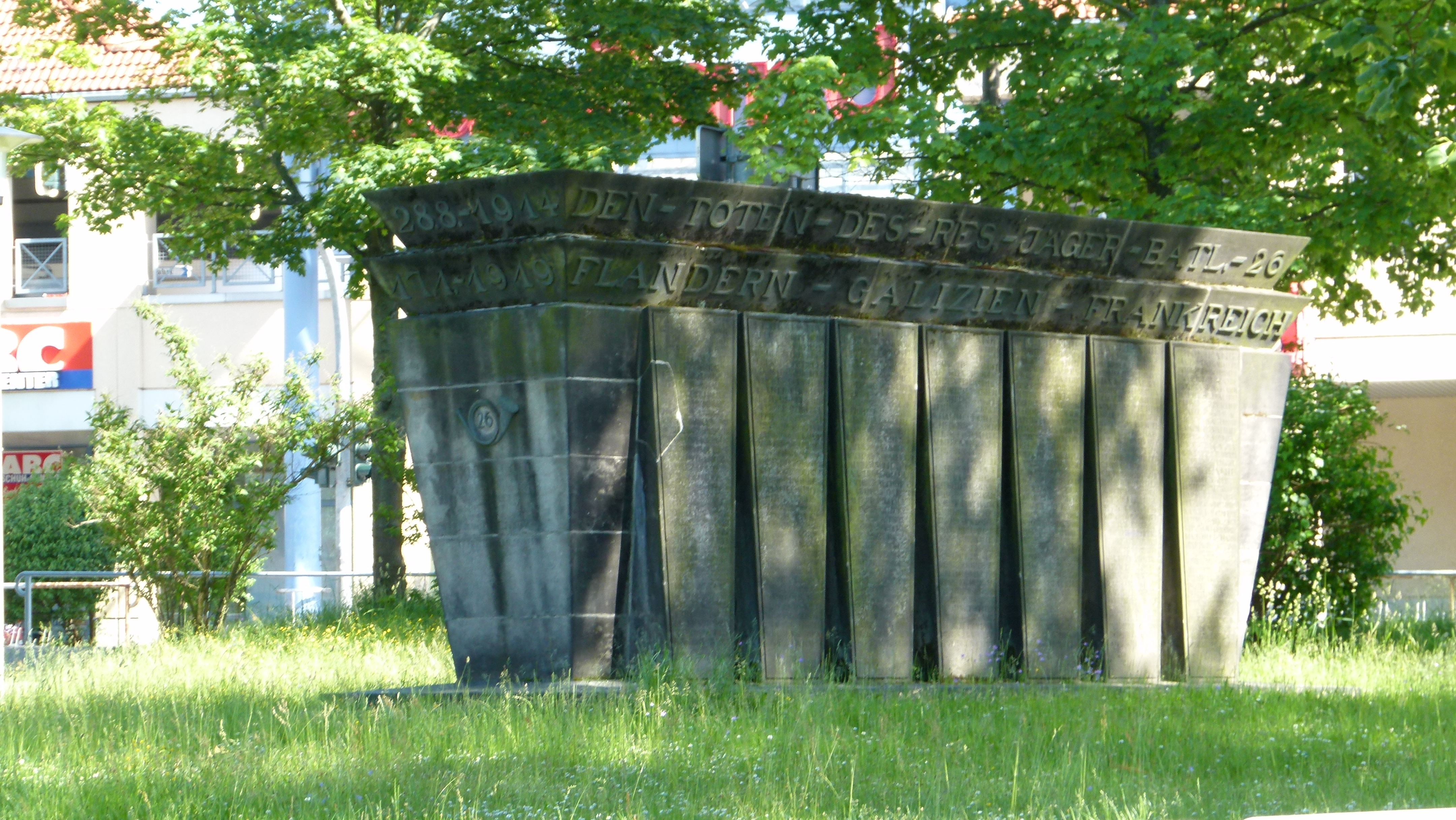
Kriegerdenkmal Bebelplatz Freiberg
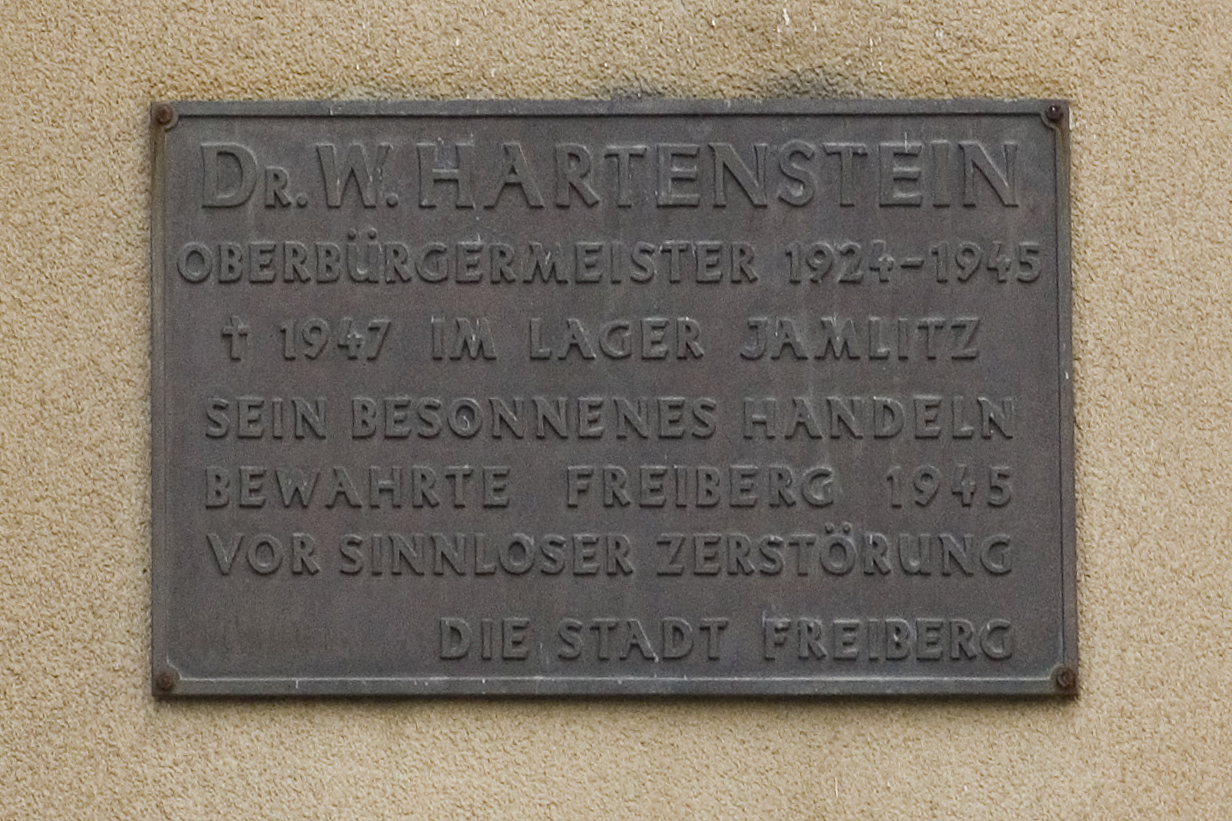
Gedenktafel für W. Hartenstein
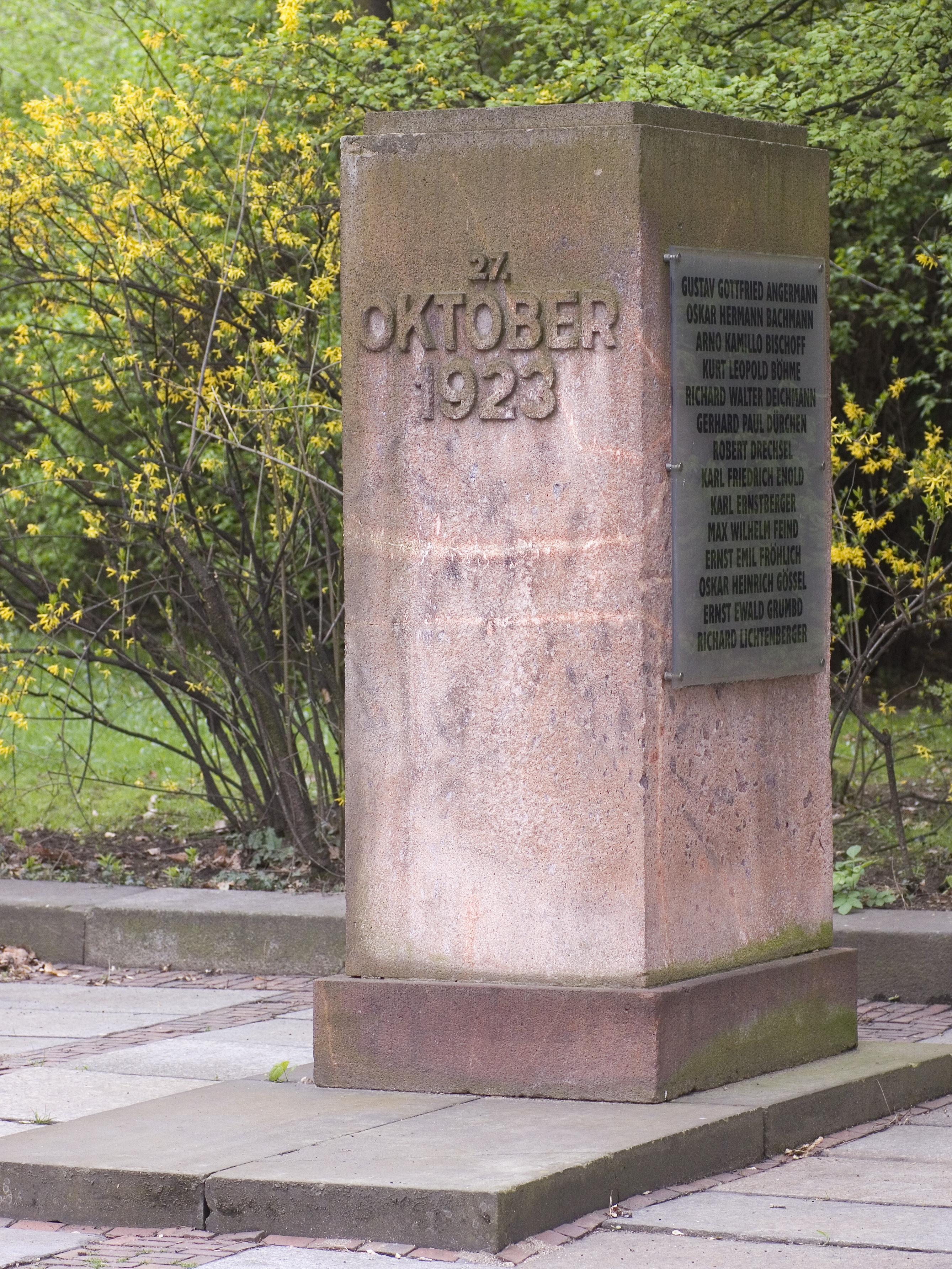
Gedenkstätte für die Oktoberopfer

### Eingemeindungen
| Ehemalige Gemeinde | Datum        | Anmerkung |
| ------------------ | ------------ | --- |
| Freibergsdorf      | 1. Jan. 1907 | südwestlich gelegene Vorstadt |
| Friedeburg         | 1. Apr. 1908 | westlich gelegene Vorstadt |
| Lößnitz            | 1. Jan. 1957 | nordwestlich gelegene Streusiedlung |
| Loßnitz            | 1. Jan. 1957 | nördlich gelegenes Waldhufendorf |
| Halsbach           | 1. Jan. 1979 | östlich gelegene Streusiedlung |
| Zug                | 1. Feb. 1994 | südlich gelegene Streu- und Bergbausiedlung; mit Langenrinne, das am 1. Juli 1950 nach Zug eingemeindet wurde |
| Kleinwaltersdorf   | 1. März 1994 | westlich gelegenes Waldhufendorf |
| Muldenhütten       | 1. Jan. 2012 | Industriesiedlung; war bis zu diesem Zeitpunkt Ortsteil von Hilbersdorf, das wiederum Teil der Verwaltungsgemeinschaft Freiberg war. Mit dem Zusammenschluss von Hilbersdorf und Bobritzsch wurde diese aufgelöst und Muldenhütten nach Freiberg umgegliedert. |

Darüber hinaus wurden am 1. Januar 1997 Flurstücke der Gemeinden Weißenborn und Oberschöna sowie am 1. April der Großen Kreisstadt Brand-Erbisdorf eingemeindet.

### Einwohnerentwicklung
Im Dezember 2015 hatte die Stadt 41.641 Einwohner.
 von 1471 bis 1988 
| Jahr     | Einwohner | Jahr | Einwohner   | Jahr | Einwohner   |
| -------- | --------- | ---- | ----------- | ---- | ----------- |
| vor 1471 | 4.845     | 1776 | etwa 7.800  | 1910 | etwa 36.200 |
| 1474     | 4.112     | 1870 | etwa 21.600 | 1946 | 42.278      |
| 1499     | 5.603     | 1880 | etwa 25.300 | 1966 | etwa 48.400 |
| 1515     | 6.380     | 1885 | etwa 26.000 | 1972 | 50.549      |
| 1533     | 8.480     | 1890 | etwa 29.000 | 1984 | 50.964      |
| 1546     | 9.228     | 1905 | etwa 30.600 | 1988 | etwa 51.600 |

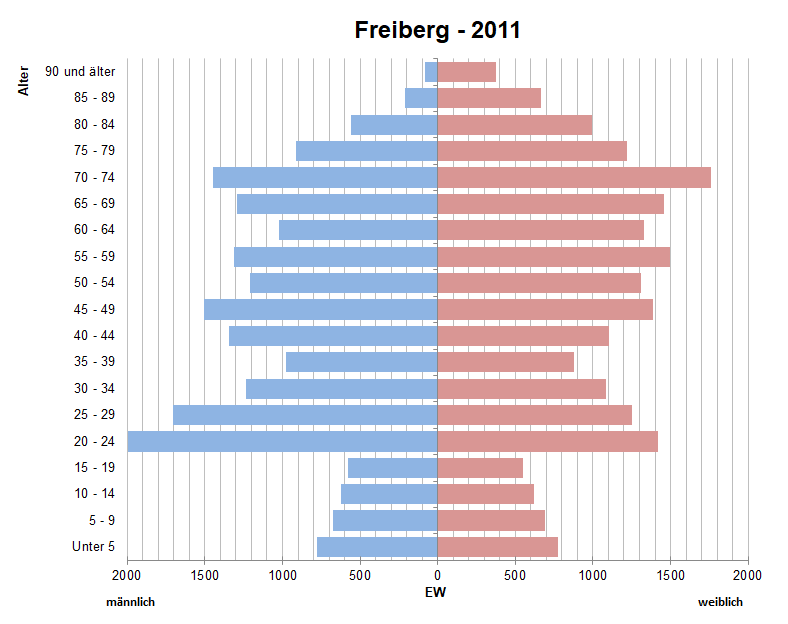
Bevölkerungspyramide für Freiberg (Datenquelle: Zensus 2011)

Quelle: unter anderem Stadt- und Bergbaumuseum Freiberg, Schriftenreihe 6, 1986.
Die Volkszählung am 17. Mai 1939 ergab 35.712 Einwohner, davon 16.302 Männer und 19.410 Frauen.
seit 1990
| Jahr | Einwohner | Jahr | Einwohner | Jahr | Einwohner |
| ---- | --------- | ---- | --------- | ---- | --------- |
| 1990 | 48.609    | 2000 | 45.428    | 2010 | 41.342    |
| 1991 | 47.582    | 2001 | 45.228    | 2011 | 40.020    |
| 1992 | 46.983    | 2002 | 44.533    | 2012 | 40.083    |
| 1993 | 46.537    | 2003 | 44.105    | 2013 | 40.268    |
| 1994 | 47.928    | 2004 | 43.683    | 2014 | 40.829    |
| 1995 | 47.403    | 2005 | 43.305    | 2015 | 41.641    |
| 1996 | 47.123    | 2006 | 42.897    | 2016 | 41.642    |
| 1997 | 46.966    | 2007 | 42.364    | 2017 | 41.496    |
| 1998 | 46.503    | 2008 | 41.823    | 2018 | 40.885    |
| 1999 | 46.027    | 2009 | 41.701    | 2019 | 40.657    |

## Politik

### Stadtrat
Das Ergebnis der Stadtratswahl vom 9. Juni 2024 ist in den Diagrammen dargestellt. Ergebnisse früherer Wahlen sind tabellarisch dargestellt.

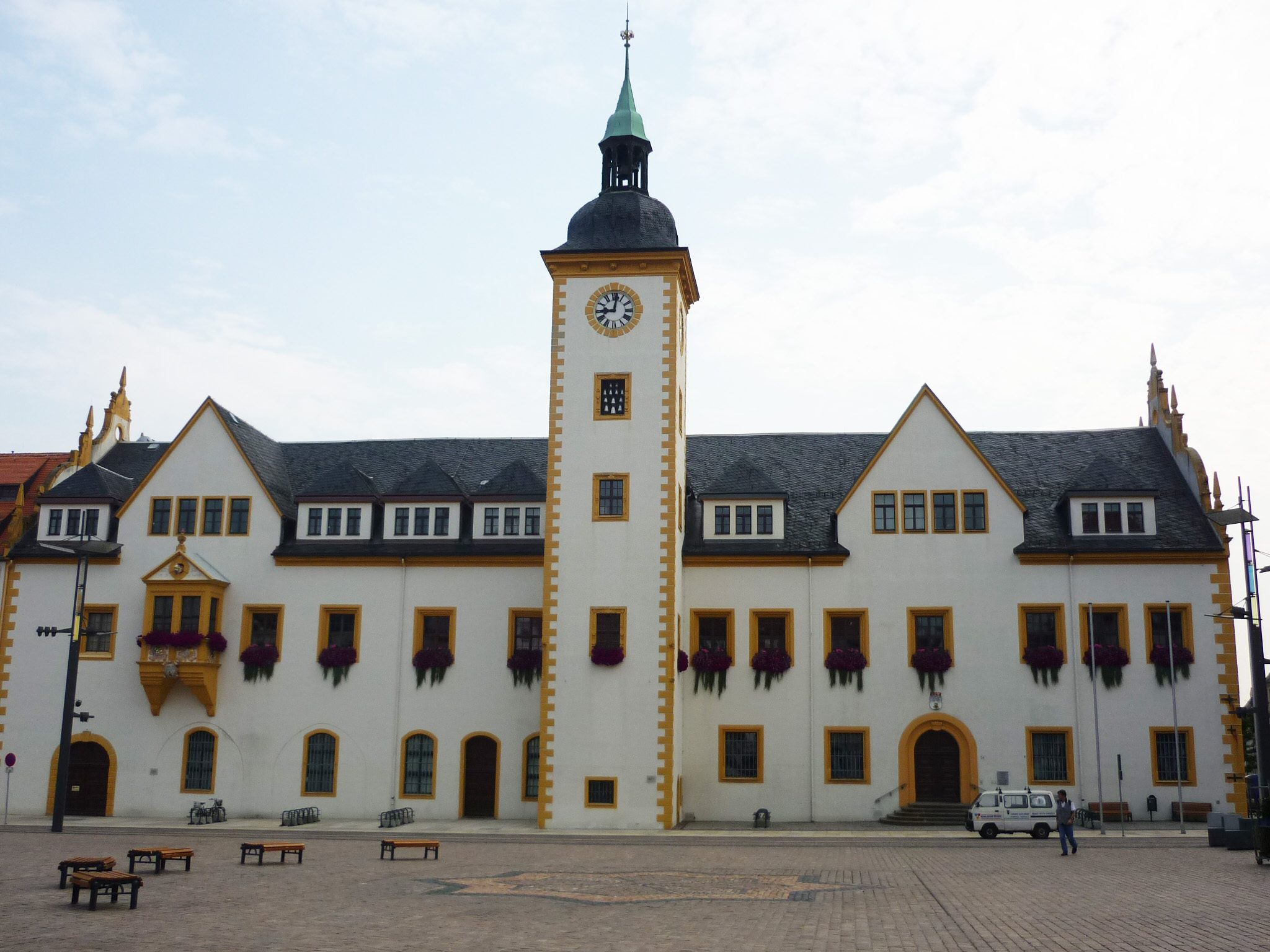
Rathaus Freiberg

- Linke: 2
- SPD: 3
- Grüne: 2
- Ffa: 4
- FW: 4
- CDU: 7
- BfF: 2
- AfD: 9
- FS: 1

| Liste                            | 2024   | 2024   | 2019   | 2019   | 2014   | 2014   |
| Liste                            | Sitze  | in %   | Sitze  | in %   | Sitze  | in %   |
| -------------------------------- | ------ | ------ | ------ | ------ | ------ | ------ |
| AfD                              | 9      | 27,7   | 8      | 21,7   | 2      | 6,0    |
| CDU                              | 7      | 20,3   | 7      | 20,7   | 10     | 28,3   |
| Freie Wähler Mittelsachsen e. V. | 4      | 12,0   | 5      | 14,5   | 2      | 6,0    |
| Freiberg für alle                | 4      | 11,6   | –      | –      | –      | –      |
| SPD                              | 3      | 9,2    | 3      | 10,5   | 5      | 13,0   |
| Bürger für Freiberg              | 2      | 7,0    | –      | –      | –      | –      |
| Linke                            | 2      | 5,3    | 5      | 14,7   | 7      | 19,1   |
| Grüne                            | 2      | 4,4    | 3      | 8,3    | 2      | 7,8    |
| Freie Sachsen                    | 1      | 2,5    | –      | –      | –      | –      |
| FDP                              | –      | –      | 2      | 5,9    | 2      | 5,9    |
| Haus/Grund                       | –      | –      | 1      | 3,7    | 2      | 6,8    |
| IFS                              | –      | –      | –      | –      | 1      | 3,7    |
| NPD                              | –      | –      | –      | –      | 1      | 3,5    |
| Wahlbeteiligung                  | 65,9 % | 65,9 % | 61,6 % | 61,6 % | 47,9 % | 47,9 % |

### Oberbürgermeister
Am 24. Juni 2015 wurde Sven Krüger (parteilos, bis 2018 SPD) im zweiten Wahlgang mit deutlicher Stimmenmehrheit zum Oberbürgermeister der Stadt Freiberg gewählt. Er war zuvor als Beigeordneter für Verwaltung und Finanzen in der Stadt tätig gewesen und löste den parteilosen Bernd-Erwin Schramm ab, der seit 1. August 2008 Oberbürgermeister gewesen war und 2015 das Rentenalter erreichte. Am 12. Juni 2022 wurde Krüger mit 74,1 % für eine zweite Amtszeit gewählt. Seit April 2023 ist Martin Seltmann Bürgermeister für Stadtentwicklung und Bauwesen. Krüger hat am 30. April 2025 sein Amt als Oberbürgermeister formell niedergelegt und am 1. Mai das Amt des Landrats von Mittelsachsen angetreten. Die Neuwahl des Oberbürgermeisters ist für den 28. September 2025 angedacht.
| Wahl | Bürgermeister                                | Vorschlag                                    | Wahlergebnis                                 |
| ---- | -------------------------------------------- | -------------------------------------------- | -------------------------------------------- |
| 2025 | Wahl am 28. September (und ggf. 26. Oktober) | Wahl am 28. September (und ggf. 26. Oktober) | Wahl am 28. September (und ggf. 26. Oktober) |
| 2022 | Sven Krüger                                  | Krüger                                       | 74,1 %                                       |
| 2015 | Sven Krüger                                  | SPD                                          | 54,0 %                                       |
| 2008 | Bernd-Erwin Schramm                          | Schramm                                      | 66,4 %                                       |
| 2001 | Uta Rensch                                   | SPD                                          | 48,7 %                                       |
| 1994 | Konrad Heinze                                | CDU                                          | 51,4 %                                       |

### Wappen, Flagge, Dienstsiegel
Das Wappen der Stadt Freiberg ist erstmals 1227 als Siegel belegt und damit das älteste Stadtsiegel der Mark Meißen. Die Stadt Freiberg führte es in der am 1. Juni 1899 durch die Königliche Kreishauptmannschaft Dresden genehmigten Form als Wappen ein.

#### Wappenbeschreibung
„Das städtische Wappen zeigt im blauen Renaissanceschild eine silberne, zinnengekrönte Mauer, in deren erhöhtem Mittelteil sich ein Tor mit hochgezogenem Fallgitter befindet. Das Tor ist mit einem goldenen Renaissanceschild belegt, der einen aufgerichteten, nach rechts gewendeten schwarzen Löwen zeigt. Die Mauer wird von drei silbernen Türmen überragt. Die Türme sind mit Rundbogenöffnungen, roten Dächern, goldenen Knöpfen und nach rechts weisenden goldenen Windfähnchen versehen. Der Mittelturm ist höher und stärker. Er hat unter dem Dach zwei und unter diesen drei Rundbogenöffnungen; die beiden Seitentürme besitzen oben drei und darunter zwei solcher Öffnungen […]. Für die Metalle Gold und Silber ist die Verwendung von Gelb und Grau zugelassen.“

#### Wappen und Logos

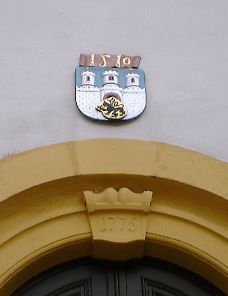
Wappendarstellung von 1510 über dem Eingangsportal des Rathauses
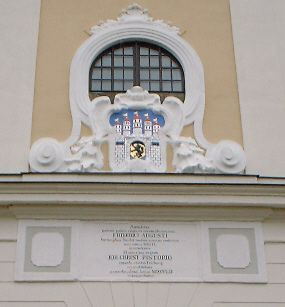
Wappendarstellung von 1752 über dem Westportal der Nikolaikirche
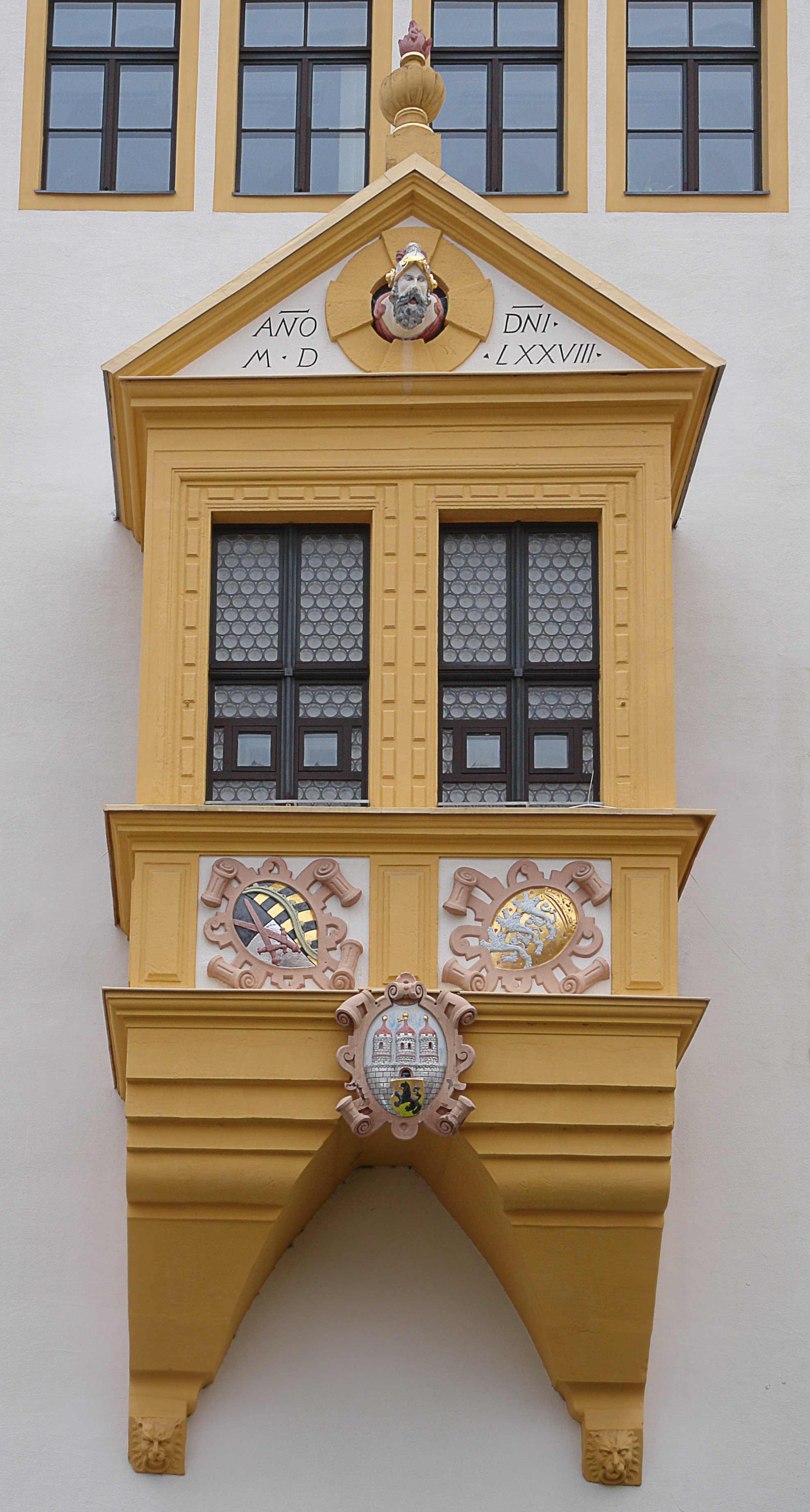
Wappen an einem Rathauserker; im Giebelfeld angeblich der Kopf des Kunz von Kauffungen als Gaffkopf
Wappen laut Wappenordnung

Flagge in den Stadtfarben

Stadtlogo

#### Flaggenbeschreibung
„Die Flagge der Stadt ist Schwarz oben und Gold (Gelb) unten.“

#### Dienstsiegel
Das Dienstsiegel der Stadt enthält das Stadtwappen. Die Führung des Dienstsiegels ist dem Oberbürgermeister vorbehalten. Nachdem der Sächsische Staatsminister des Innern, Markus Ulbig, am 11. Januar 2015 Freiberg den Titel „Universitätsstadt“ verliehen hat, führt Freiberg diesen Titel auch in der Beschriftung seines Dienstsiegels.

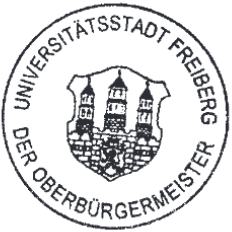
Heutiges Dienstsiegel mit dem Titel „Universitätsstadt“
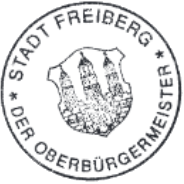
Dienstsiegel bis 2015 mit der Bezeichnung „Stadt“

### Städtepartnerschaften
Freiberg unterhält Städtepartnerschaften in Deutschland mit
- Amberg in Bayern
- Clausthal-Zellerfeld in Niedersachsen
- Darmstadt in Hessen

Außerhalb Deutschlands werden Partnerschaften gepflegt mit
- Delft in den Niederlanden (bis 2018)[43]
- Gentilly in Frankreich
- Nes Ziona in Israel
- Příbram (Pribram) in Tschechien
- Wałbrzych (Waldenburg) in Polen

## Kultur und Sehenswürdigkeiten
Freiberg verfügt über 1250 technische, kunstgeschichtliche und kulturelle Denkmäler verschiedener Art und Größe. Die historische Altstadt, umgeben von Resten der Stadtmauer, besteht aus einem unzerstörten Stadtkern mit unverändertem Grundriss aus dem 12./13. Jahrhundert. Ergänzt wird die Vielfalt durch zahlreiche geowissenschaftliche Sammlungen.

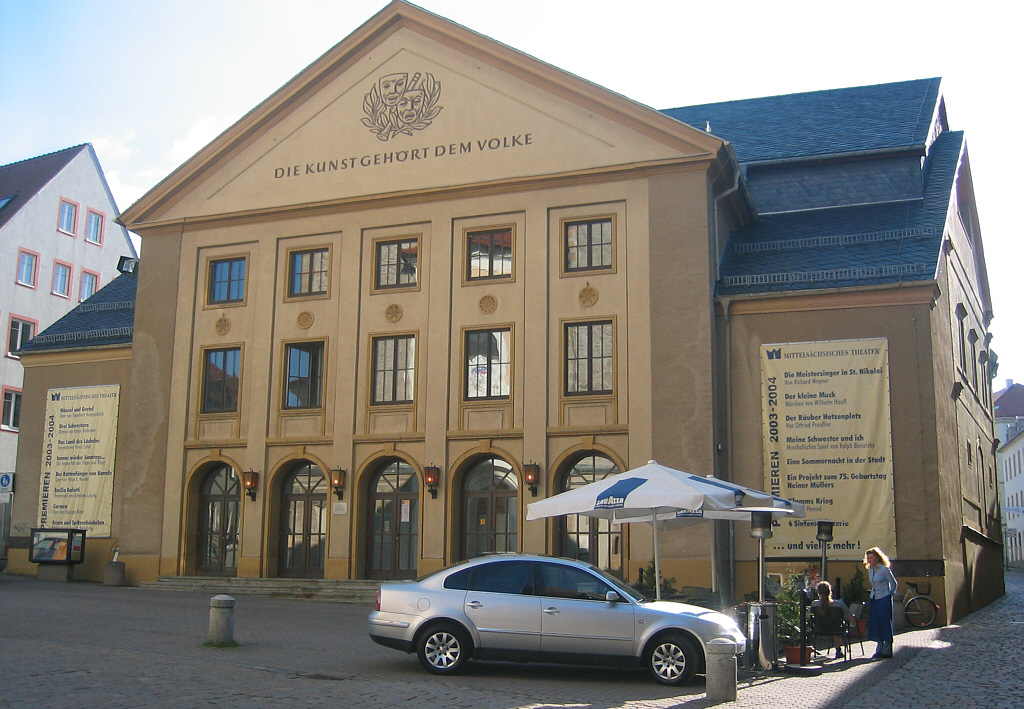
Stadttheater
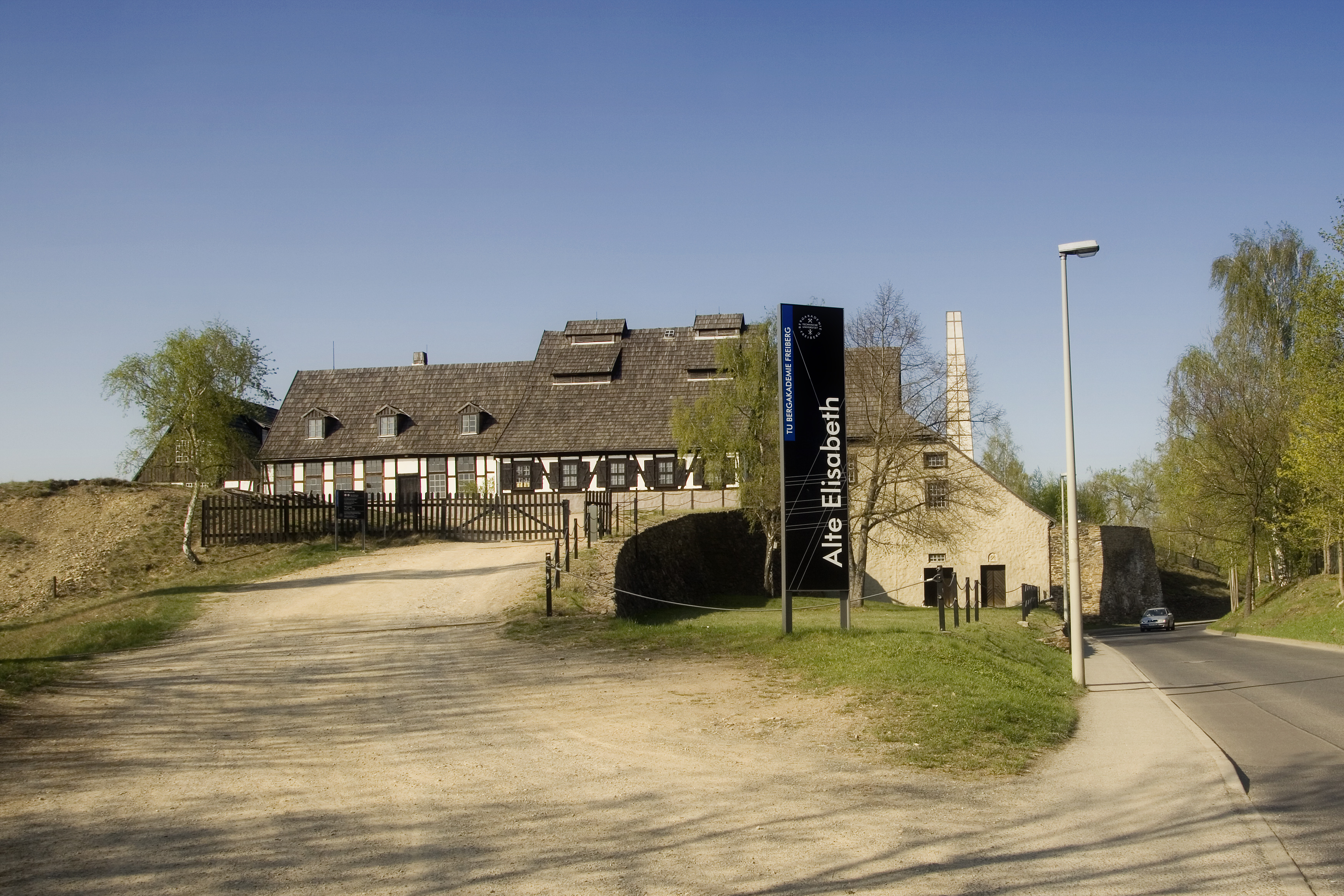
Tagesanlagen der Alten Elisabeth-Fundgrube
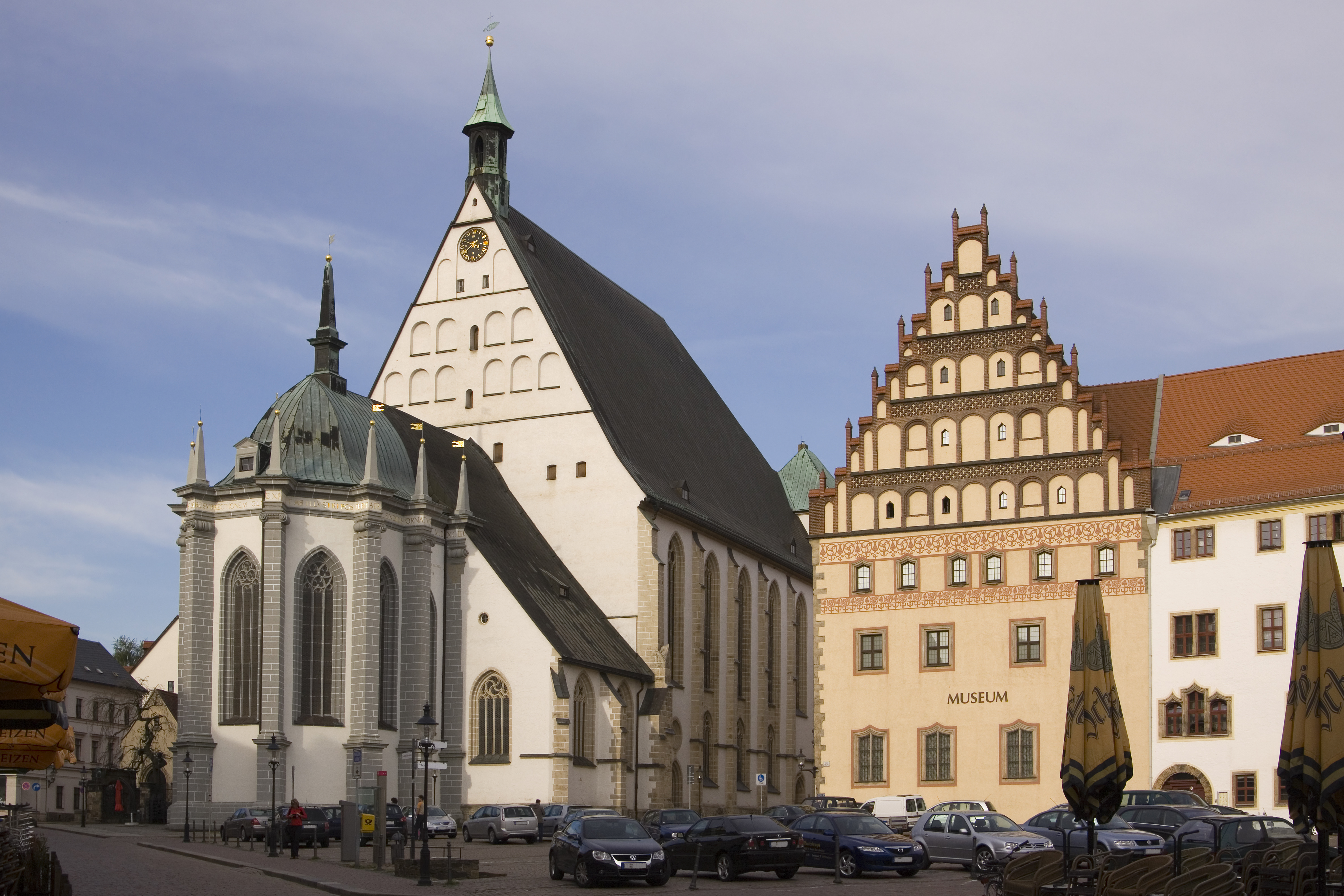
Untermarkt mit Dom und Museum
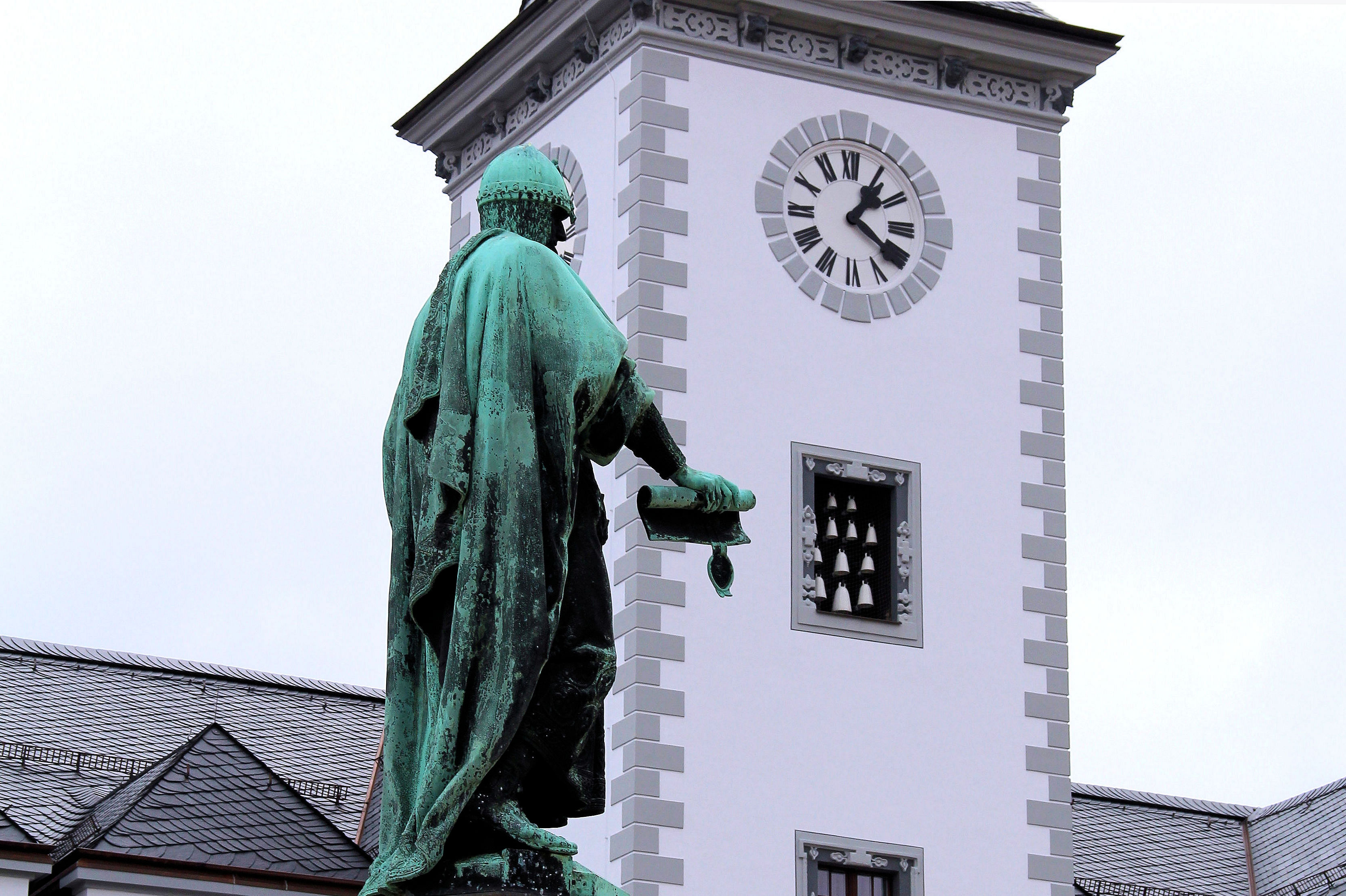
Porzellanglockenspiel in Freiberg
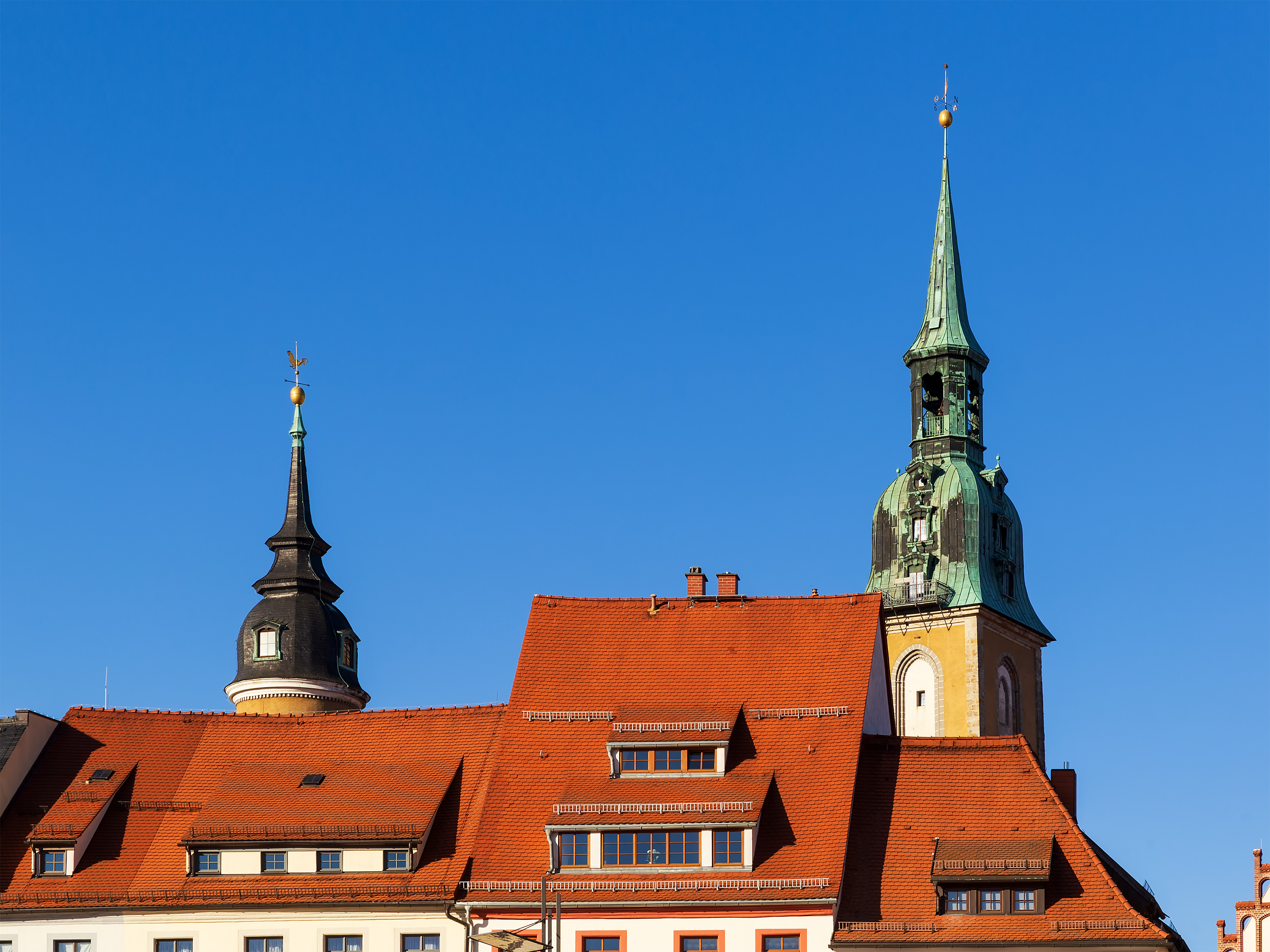
Blick vom Obermarkt zur Kirche St. Petri, links ist der Hahnenturm, rechts der höhere der beiden Westtürme zu sehen
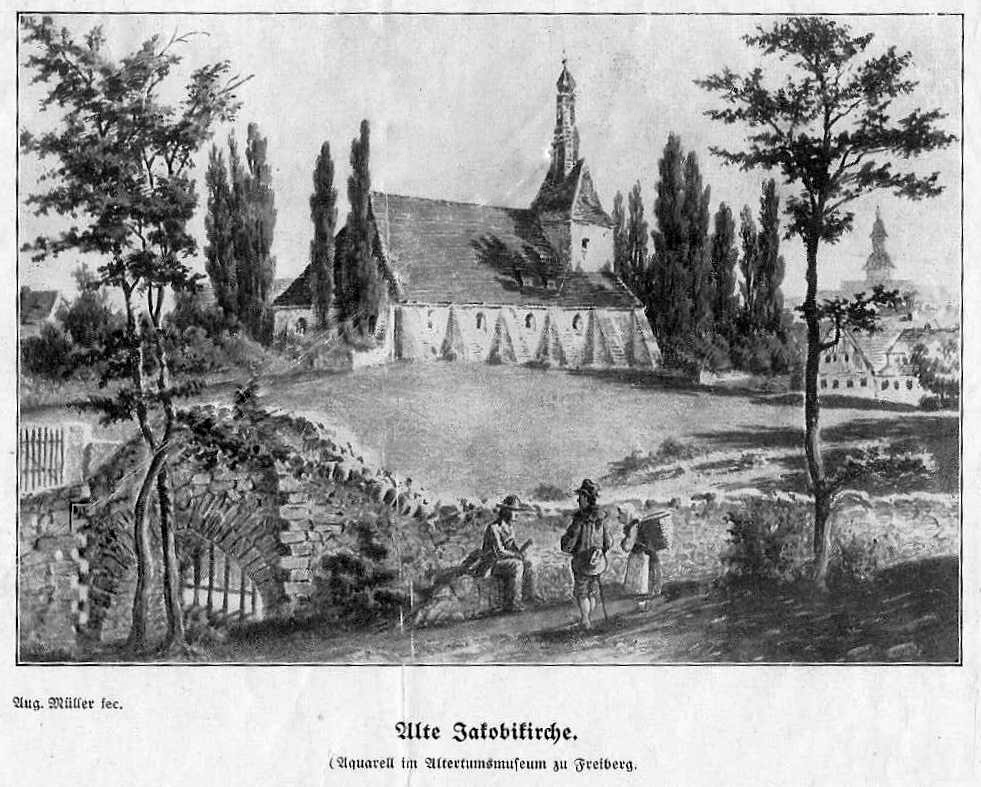
Die alte, vor 1900 abgetragene Jakobikirche in der Unterstadt
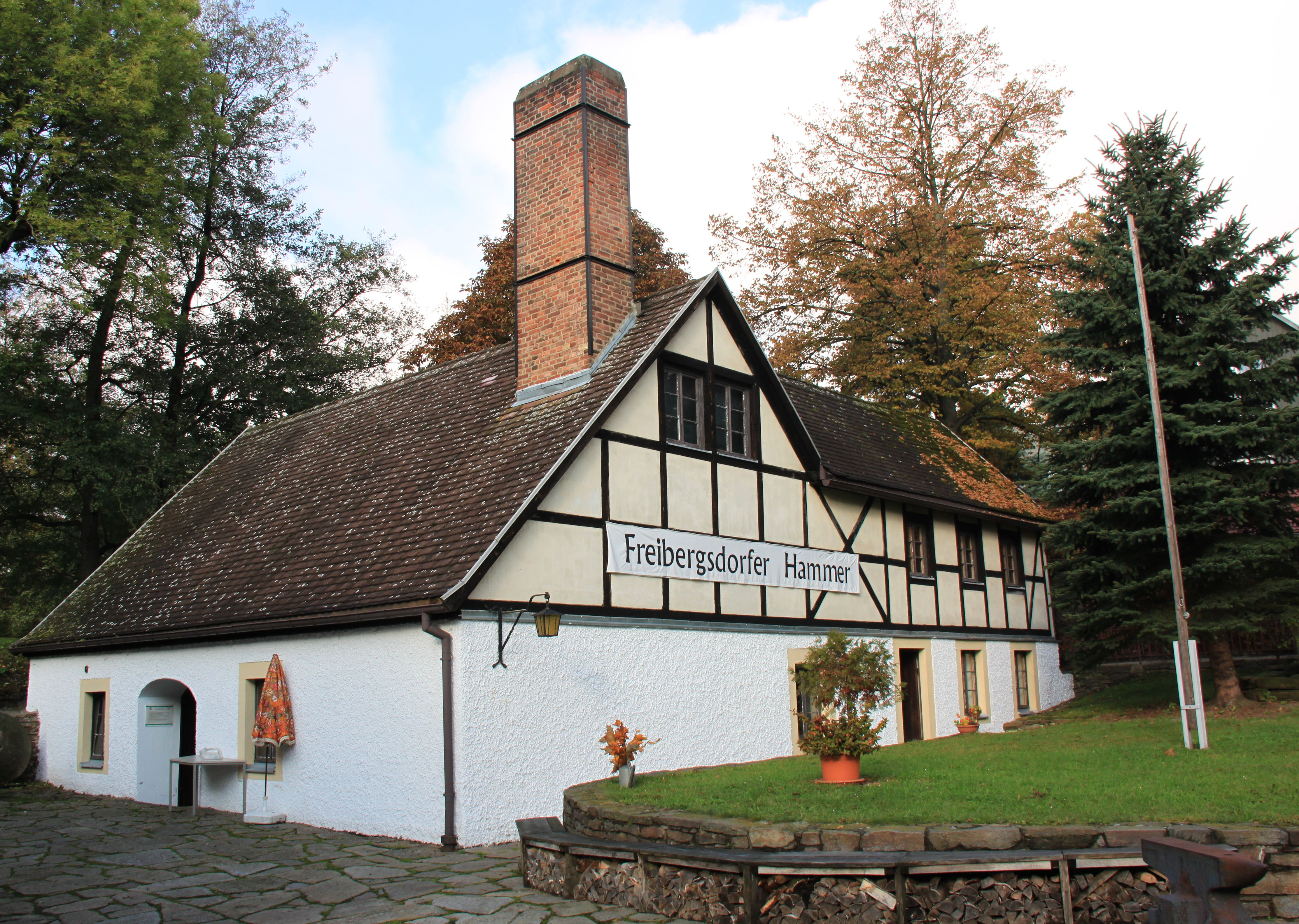
Freibergsdorfer Hammer

### Theater
Das Theater wurde 1790 gegründet und gilt als ältestes in ursprünglicher Form erhaltenes und kontinuierlich von einem städtischen Theaterensemble bespieltes Stadttheater der Welt. 1800 wurde dort die erste Oper Das stumme Waldmädchen des damals vierzehnjährigen Carl Maria von Weber uraufgeführt. In den 1900er Jahren hatte Harry Liedtke hier eines seiner ersten Engagements. Später spielte auch Inge Keller auf dieser Bühne. Seit 1993 wird das Haus zusammen mit dem Stadttheater Döbeln als Mittelsächsisches Theater Freiberg und Döbeln geführt. Es umfasst die Sparten Schauspiel, Musiktheater und Philharmonie.

### Museen/Ausstellungen
- Ausstellung terra mineralia im Schloss Freudenstein
- „Mineralogische Sammlung Deutschland“ im Krügerhaus
- Stadt- und Bergbaumuseum
- Naturkundemuseum (dauerhaft geschlossen)
- Geowissenschaftliche Sammlungen der Bergakademie Freiberg
- Sammlungen der Bergakademie Freiberg mit Historicum und Winkler-Gedenkstätte
- Lehr- und Besucherbergwerk Himmelfahrt Fundgrube (einziges Lehrbergwerk der Welt) mit
  - Abrahamschacht
  - Davidschacht
  - Turmhofschacht
  - Alte Elisabeth
  - Reiche Zeche
- Bergbautechnische Denkmäler
- Drei-Brüder-Schacht (in Zug)
- Betten- und Schlafmuseum Freiberg

### Bauwerke

#### Dom St. Marien
Zu den bedeutendsten baulichen Sehenswürdigkeiten Freibergs zählt der Dom St. Marien, häufig als Freiberger Dom oder Dom zu Freiberg bezeichnet, eine spätgotische Hallenkirche, die 1484 bis 1501 am Untermarkt errichtet wurde. An der Südseite des Domes befindet sich die markante Goldene Pforte. An den Dom schließt sich die 1594 durch Giovanni Maria Nosseni im italienischen Renaissancestil ausgebaute, 1885 restaurierte Kurfürstliche Begräbniskapelle an. Hier ruhen alle protestantischen Fürsten der Albertinischen Linie von Heinrich dem Frommen († 1541) bis zu Johann Georg IV. († 1694). Sehenswert ist u. a. das marmorne lebensgroße Standbild des Kurfürsten Moritz († 1553). Im Inneren des Doms finden sich eine Triumphkreuzgruppe, die freistehende steinerne Tulpenkanzel und die große Silbermann-Orgel.

#### Stadtkirche St. Petri
Auf dem höchsten Punkt der Innenstadt, am Petriplatz unweit des Obermarktes, liegt die Stadtkirche St. Petri. Ihr Nordwestturm, dessen Höhe bis zur Spitze der vergoldeten Spille 74,10 m beträgt, bietet dem Besucher aus rund 45 m Höhe (Wachstube) einen Blick über weite Teile des Osterzgebirges. Die Holzkonstruktion mit den Wohnräumen und der Wachstube wurde 1733 fertiggestellt. Diese vermitteln einen Einblick in die Arbeits- und Lebensbedingungen vergangener Jahrhunderte.

#### Weitere Kirchen

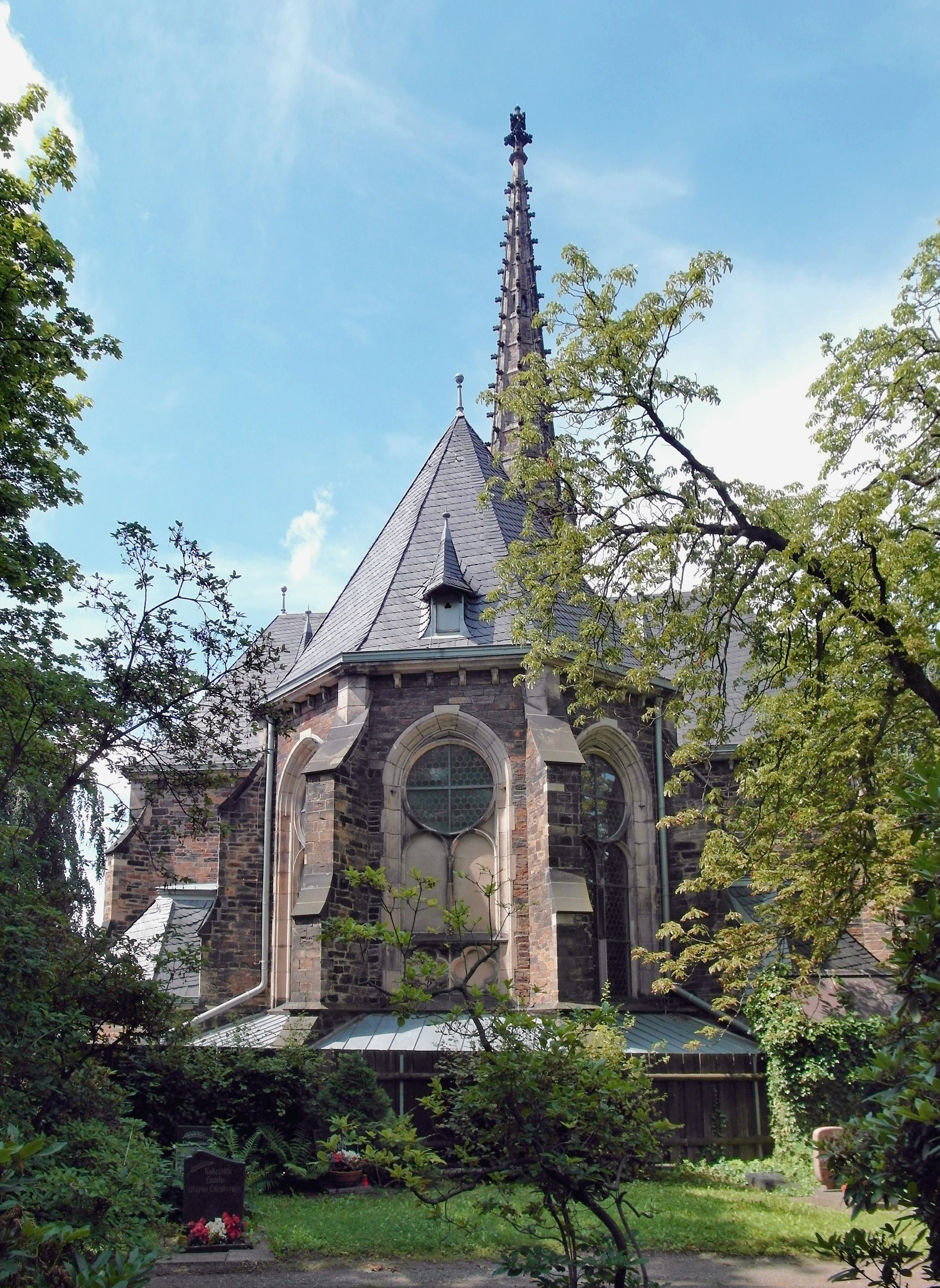
Jakobikirche am Donatsfriedhof

- Die Jakobi- oder Jacobikirche ist ebenfalls mit einer Orgel Gottfried Silbermanns ausgestattet. Sie befindet sich an der Stelle, an der einer der Verbindungswege des Netzes der Jakobswege, die Frankenstraße, die Stadt von Osten her erreichte. Die Kirche wurde um die Wende vom 19. zum 20. Jahrhundert erbaut, weil das Vorgängerbauwerk, der älteste Freiberger Kirchenbau, abgebrochen worden war.
- Tempel der Kirche Jesu Christi der Heiligen der Letzten Tage in Neu-Friedeburg
- Die Nikolaikirche steht ebenfalls in der Innenstadt, wird aber nicht mehr als Gotteshaus genutzt.
- Johanniskirche im Stadtteil Freibergsdorf
- Dorfkirche im Ortsteil Kleinwaltersdorf
- Kapelle im Ortsteil Zug

#### Profane Bauwerke

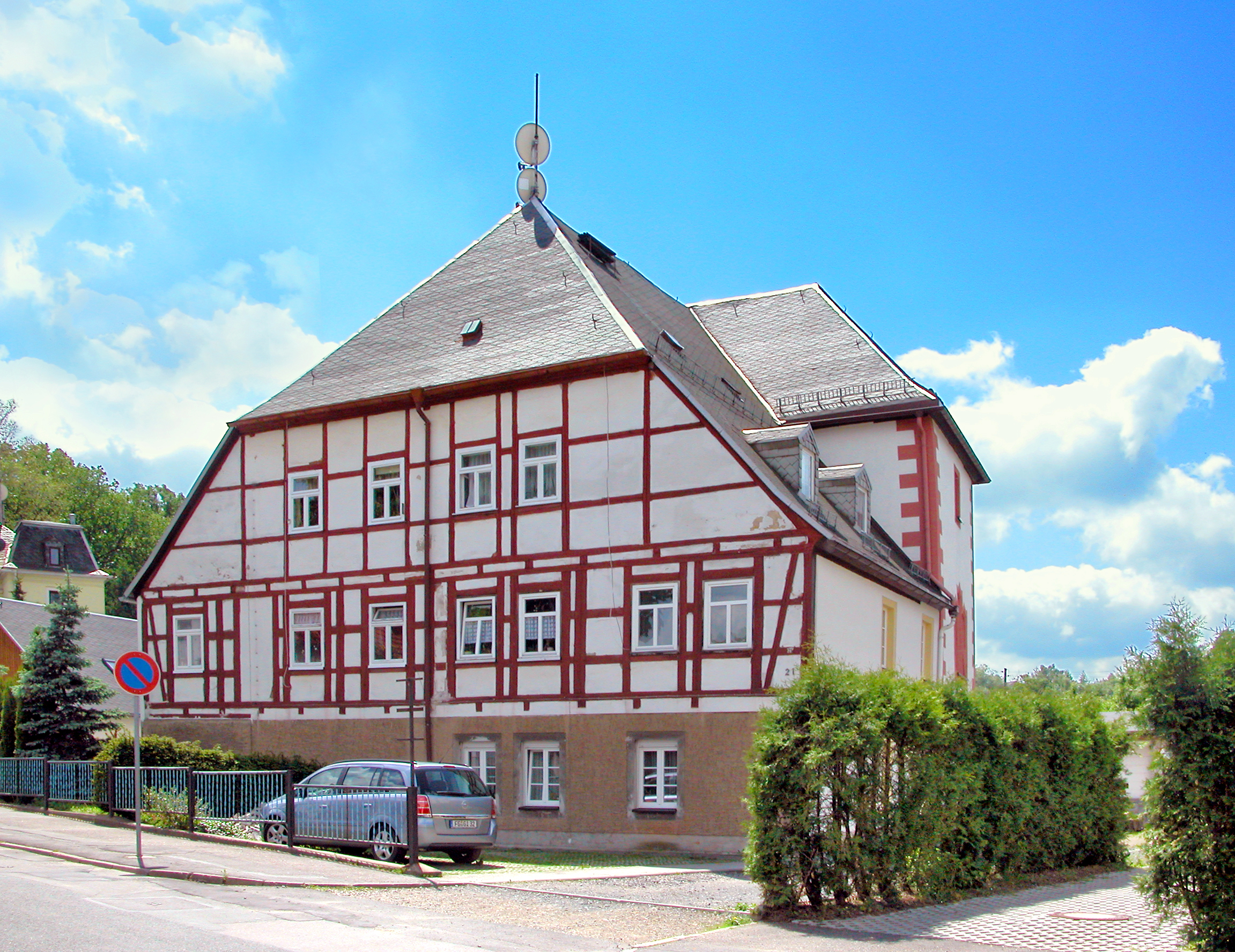
Herrenhaus Lößnitz, Alnpeck-Haus

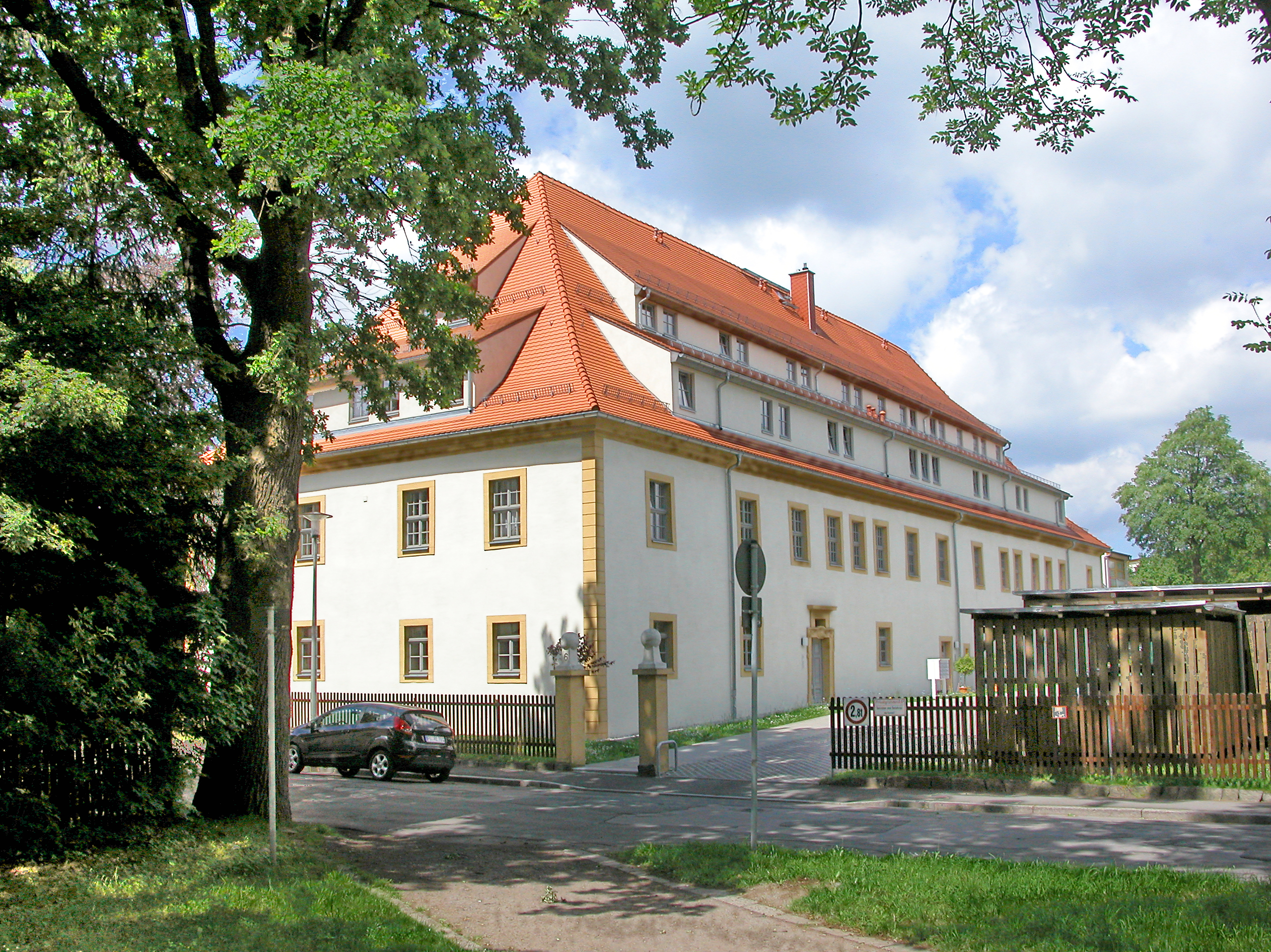
Herrenhaus Friedeburg, Ohein-Haus

- Das 1410 entstandene Rathaus am Obermarkt besitzt einen stattlichen Uhrturm und ein Porzellanglockenspiel aus Meißner Porzellan.
- Der 1545 erbaute Ratskeller (Obermarkt 16) steht neben dem höchsten Gebäude des Marktes mit markantem Steildach an der nordwestlichen Seite.
- Auf dem Obermarkt bezeichnet ein durch ein eingehauenes Kreuz kenntlich gemachter, bläulicher Stein der Überlieferung nach die Stelle, wo 1455 der sächsische Prinzenräuber Kunz von Kauffungen hingerichtet wurde.
- Das Brunnendenkmal trägt das Standbild des Stadtgründers sowie vier wasserspeiende meißnische Wappenlöwen.

Im Norden, Nordosten und Osten der Altstadt zwischen Schloss Freudenstein und Donatsturm (in der Nähe eines alten Stadttores) stehen zwei komplett erhaltene, jedoch nicht mehr miteinander verbundene Teile der Stadtmauer mit mehreren Türmen (Altschloßturm, Turm des Pestpfarrers, Oberer Roßmühlenturm, Lazarett-Turm, Donatsturm, Kalkturm, Gelber Löweturm). Das vor dem im 19. Jahrhundert abgerissenen Peterstor auf dem Bebelplatz stehende Schwedendenkmal erinnert an die heldenmütige Verteidigung der Stadt gegen die belagernden schwedischen Truppen unter dem Kommando von Lennart Torstensson im Jahre 1643. Weitere bauliche Sehenswürdigkeiten sind der Petriplatz, das ehemalige Freibergsdorfer Hammerwerk und drei erhaltene Kursächsische Postdistanzsäulen von 1723 sowie drei Weichbild- beziehungsweise Stadtgrenzsäulen von 1791.
Weite Flächen nordöstlich, östlich, südöstlich und südlich der Stadt sind durch den Bergbau geprägt. Dort, wie ebenfalls in den nördlich und südlich unmittelbar angrenzenden Nachbarstädten Großschirma und Brand-Erbisdorf, der Gemeinde Halsbrücke und im (seit 2012 zu Freiberg gehörenden) Ortsteil Muldenhütten stehen dicht gedrängt eine große Anzahl technischer Anlagen, die unmittelbar mit dem 800-jährigen Bergbau, der Aufbereitung, dem Transport, der Verhüttung des Erzes sowie der Haldenwirtschaft in Zusammenhang stehen. Gegenwärtig werden diese Flächen hauptsächlich als Industrie- und Gewerbegebiete genutzt.
Zum Herderhaus siehe: Stadtarchiv Freiberg.

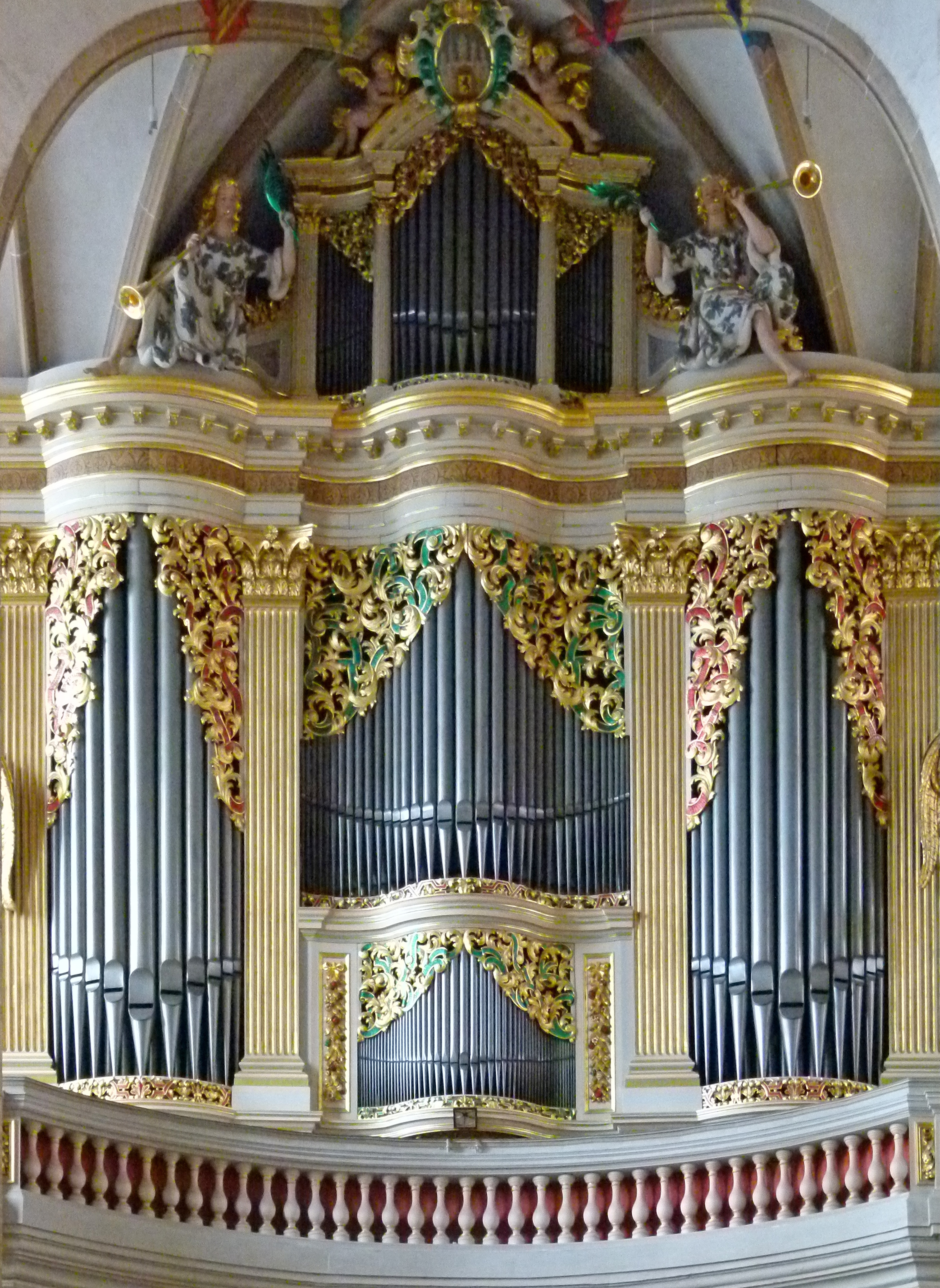
Silbermann-Orgel im Freiberger Dom
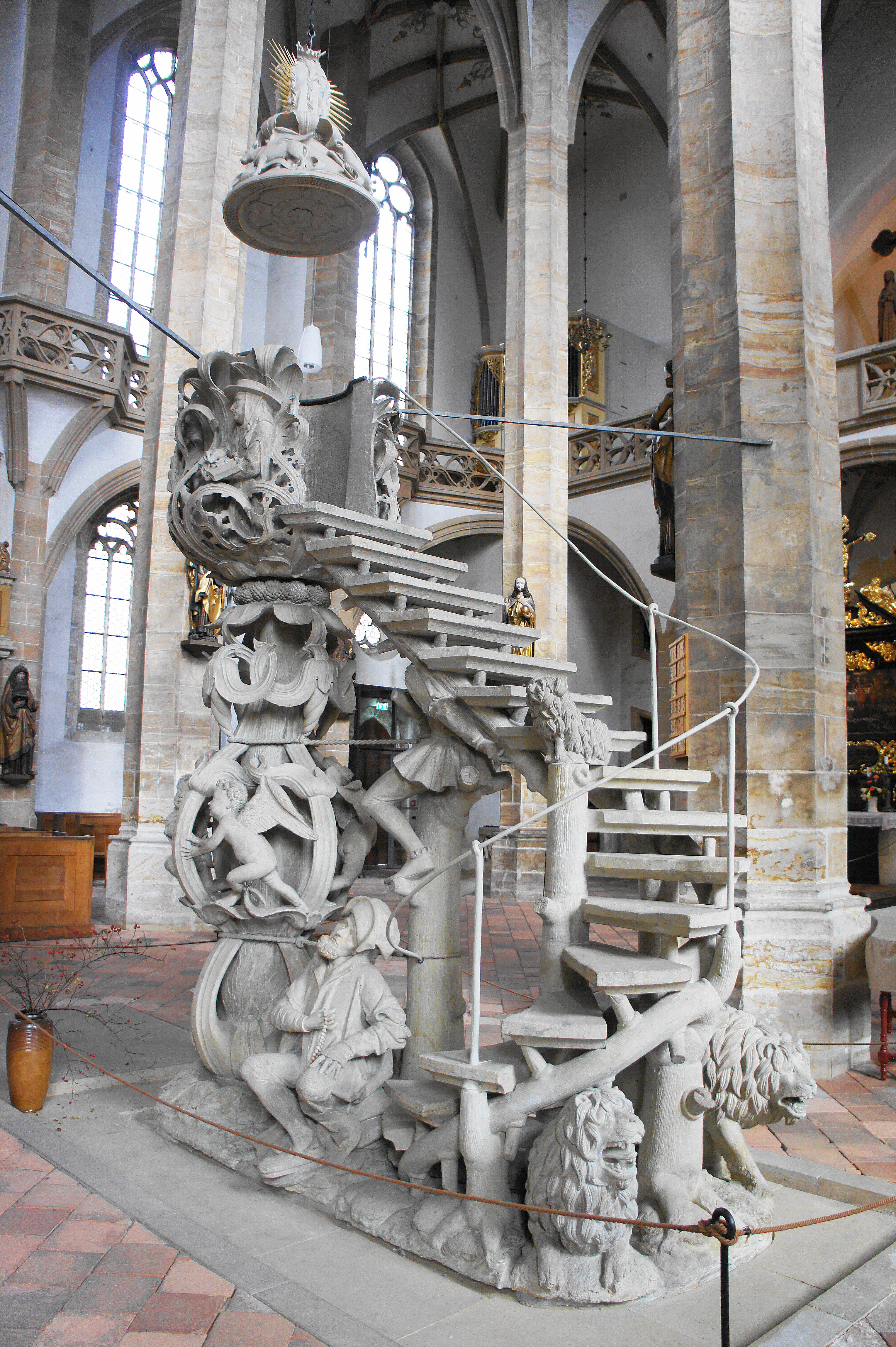
Tulpenkanzel im Freiberger Dom
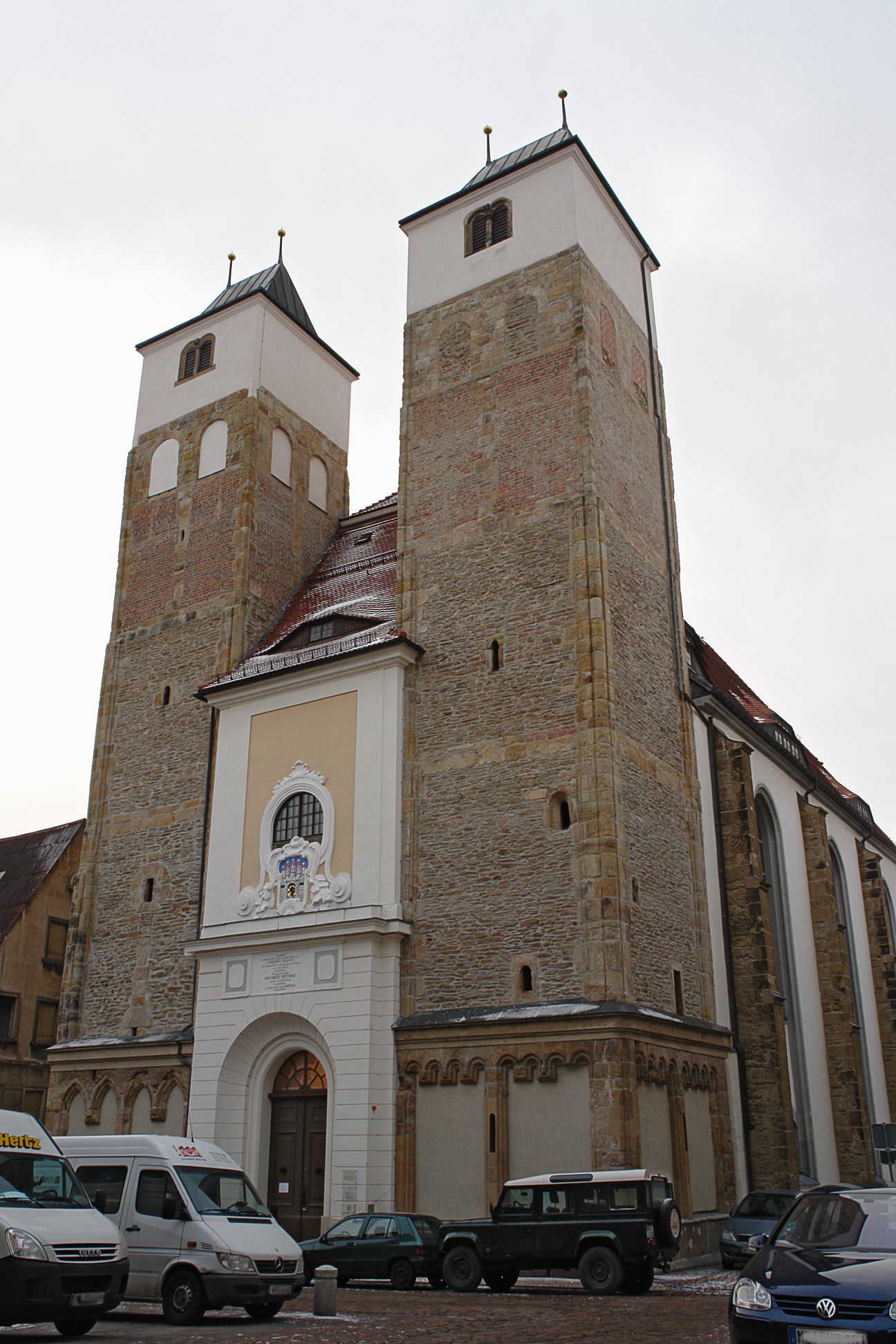
Nikolaikirche
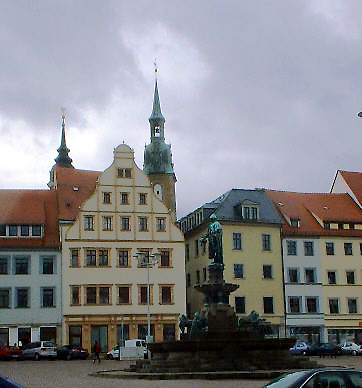
Brunnendenkmal und Petrikirche
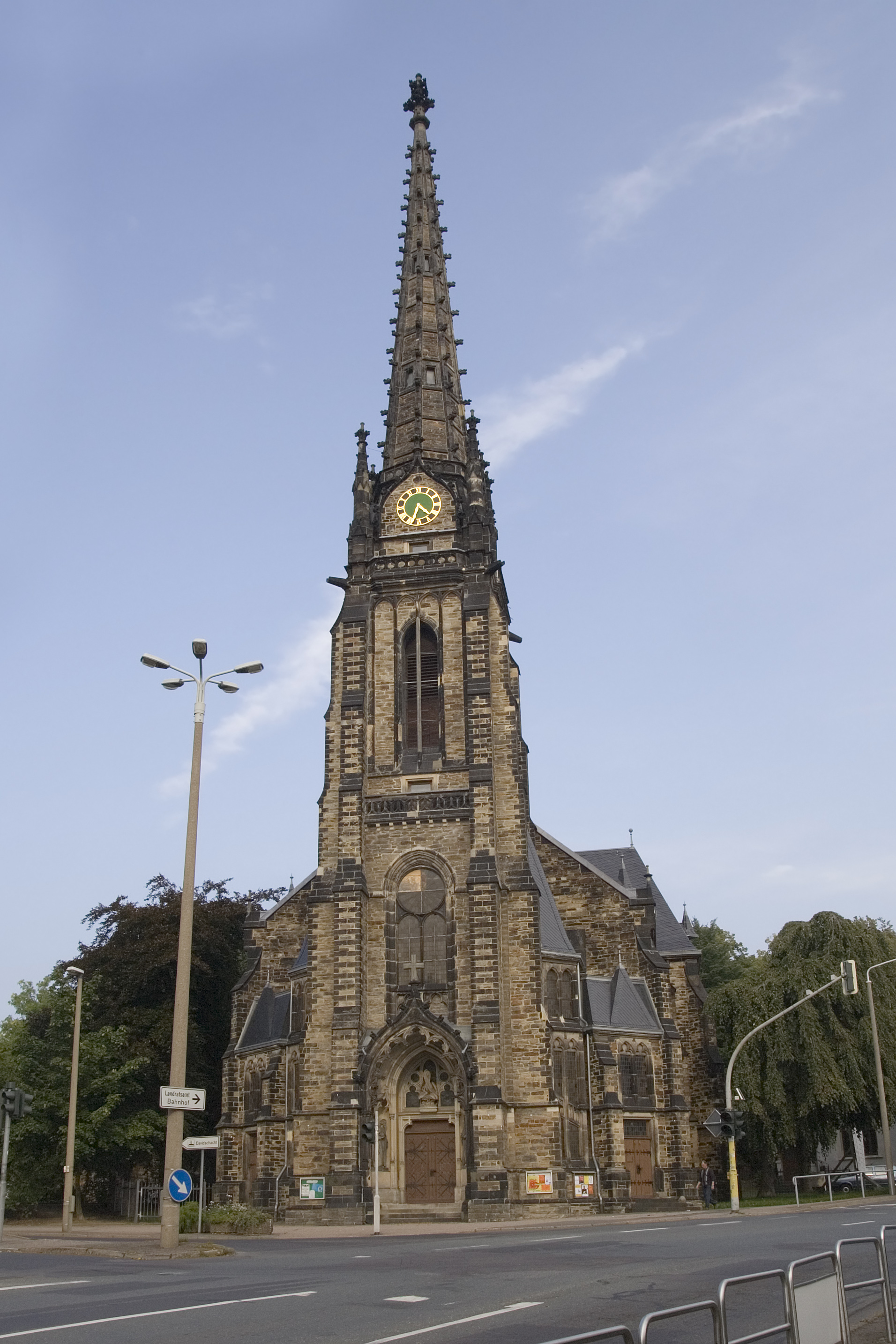
Jakobikirche
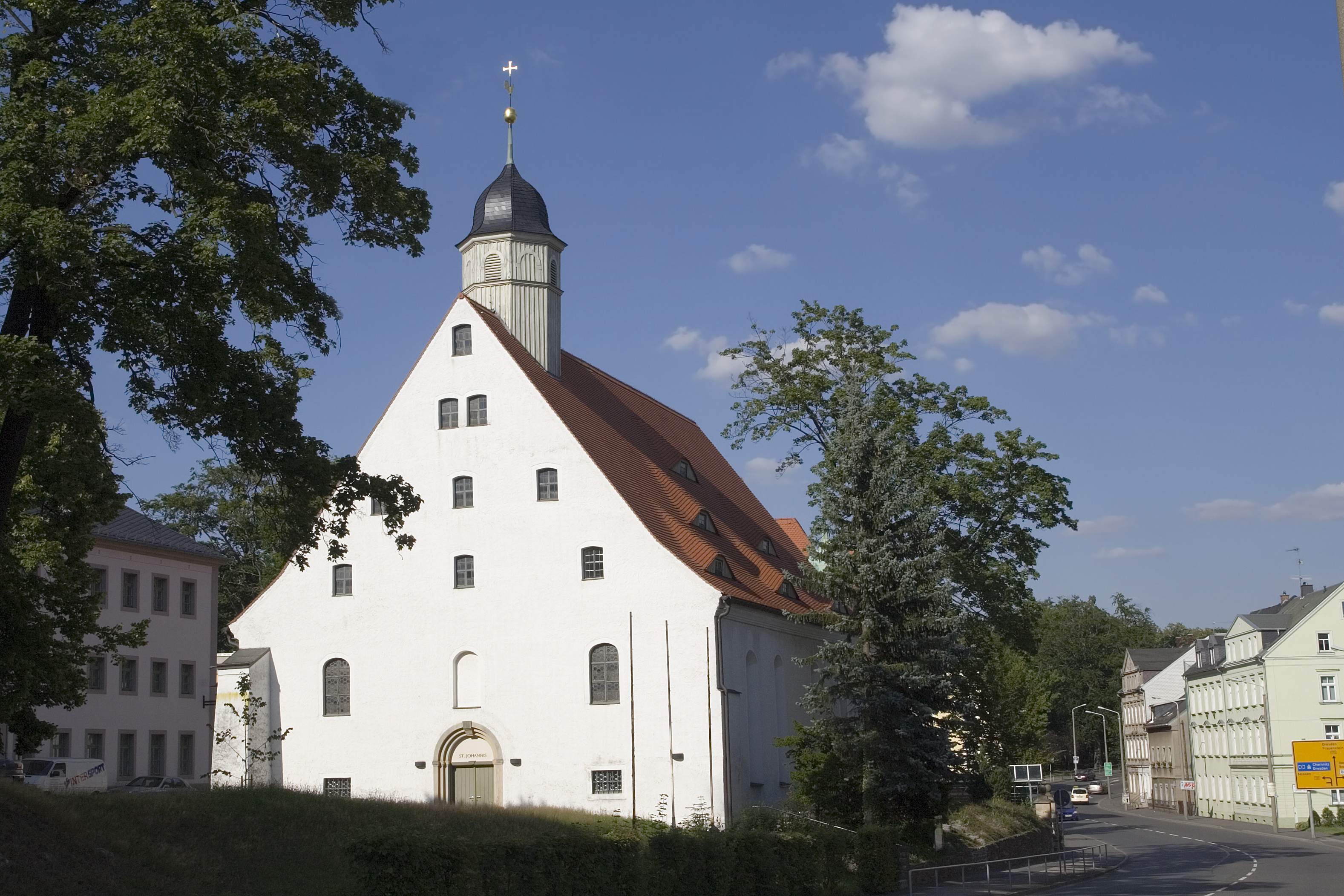
Kirche St. Johannis
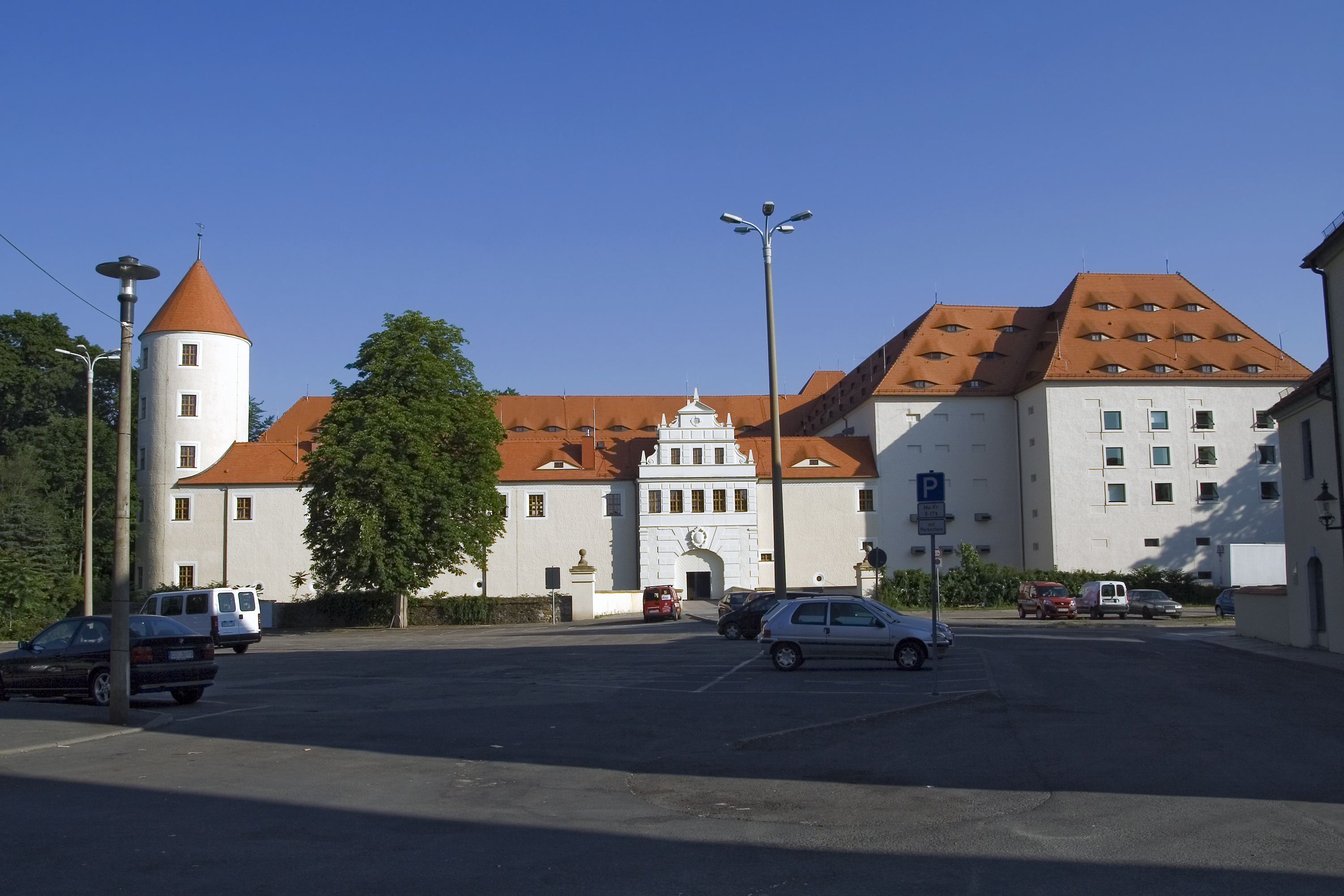
Schloss Freudenstein
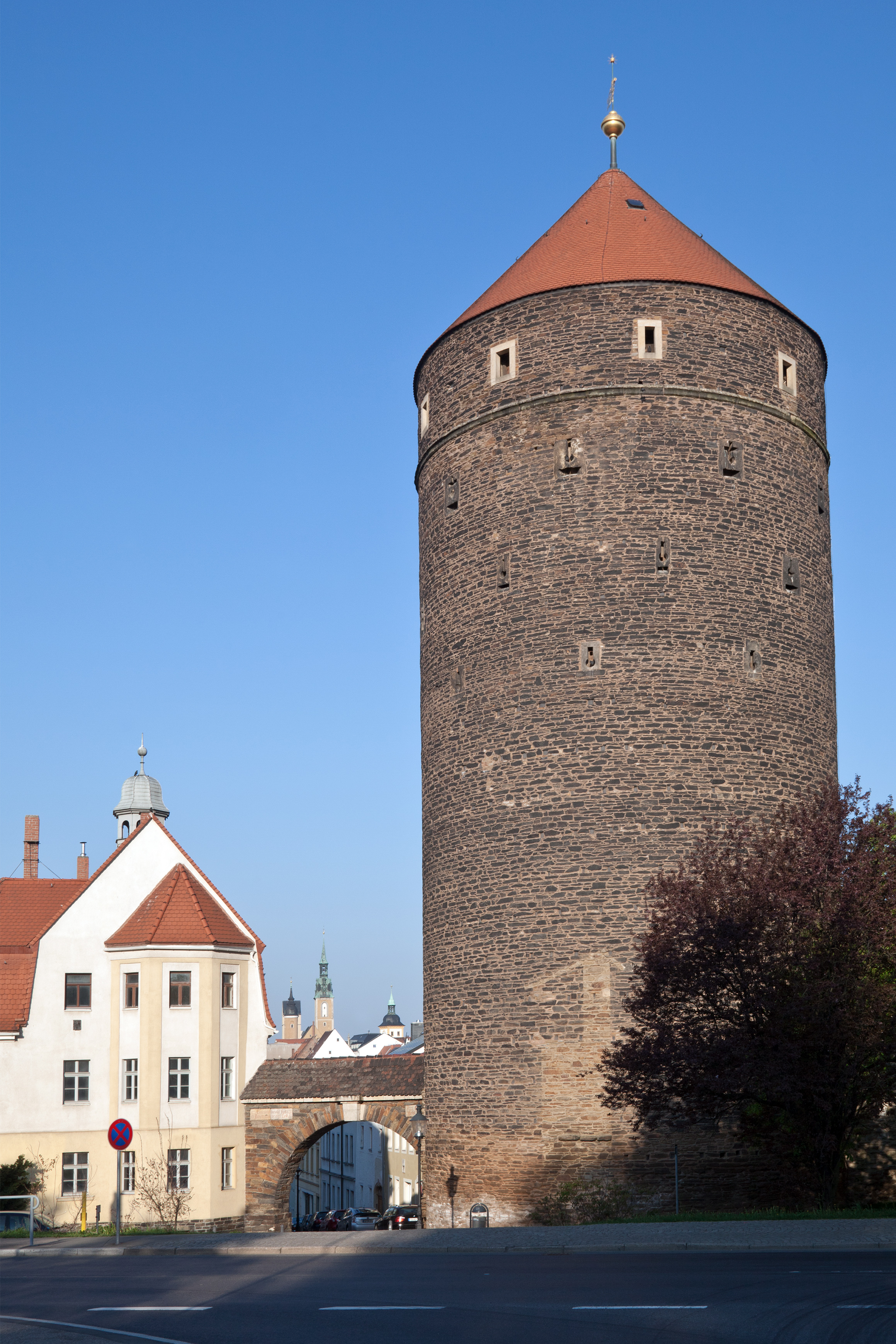
Donatsturm
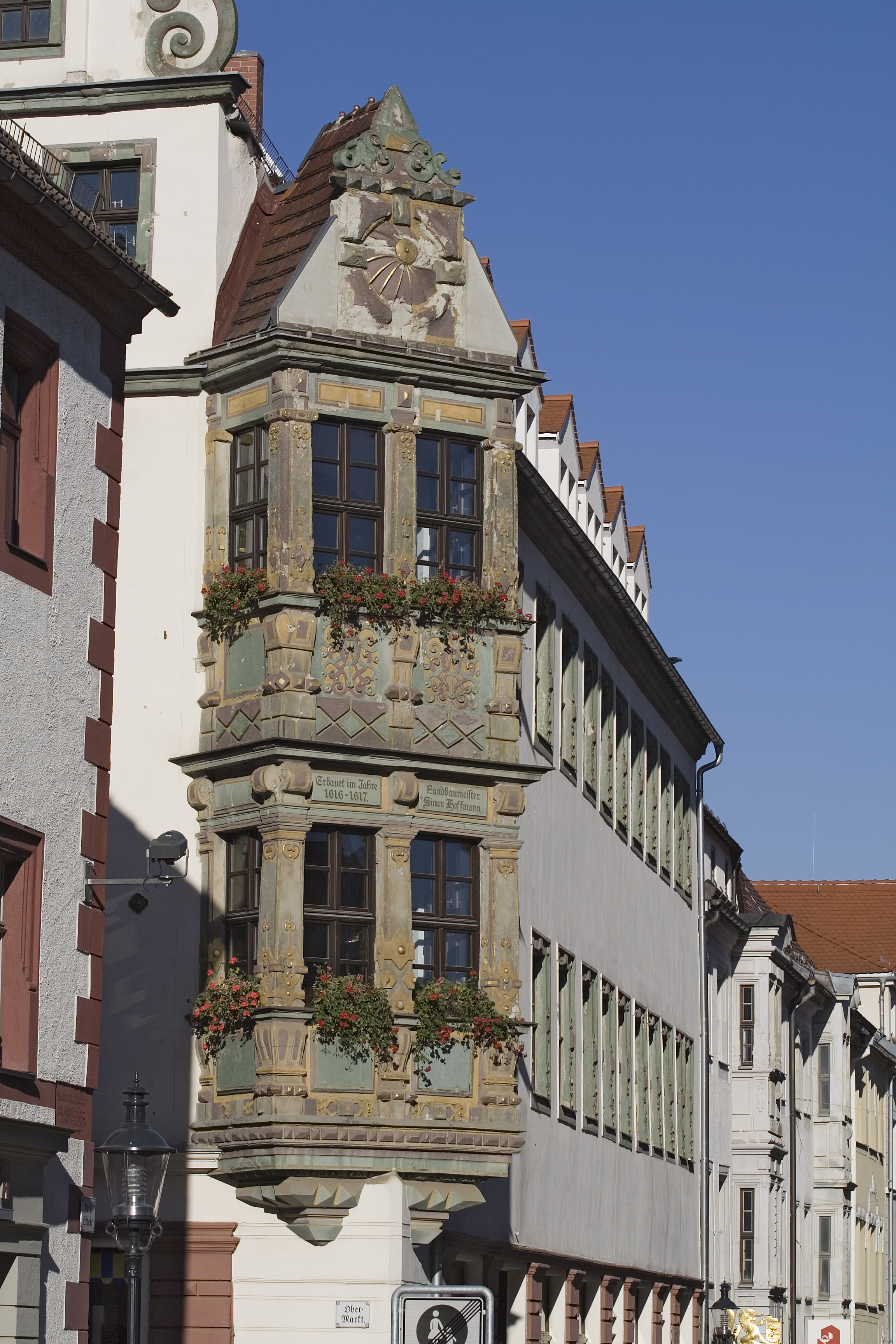
Renaissance-Erker
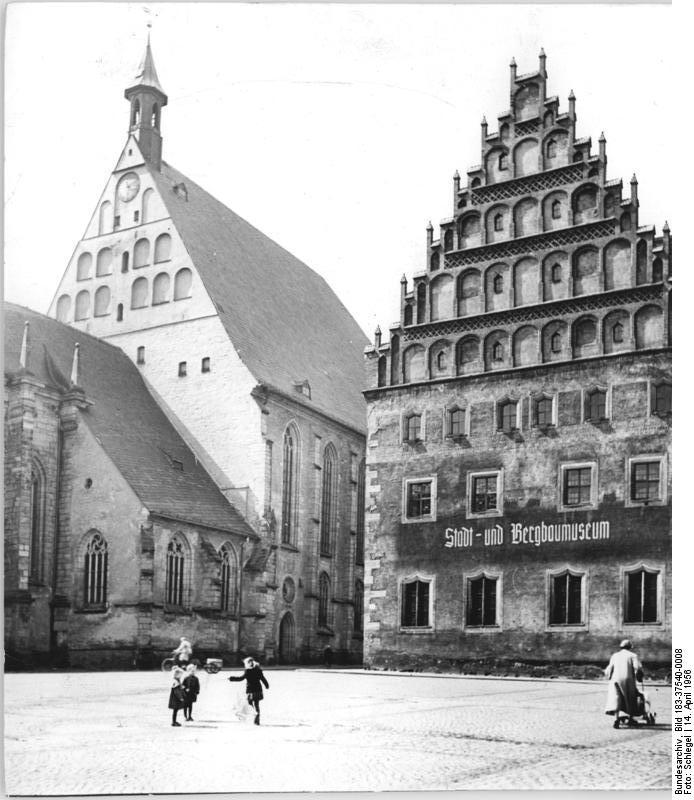
Dom mit Domherrenhof von Nordosten, 1956
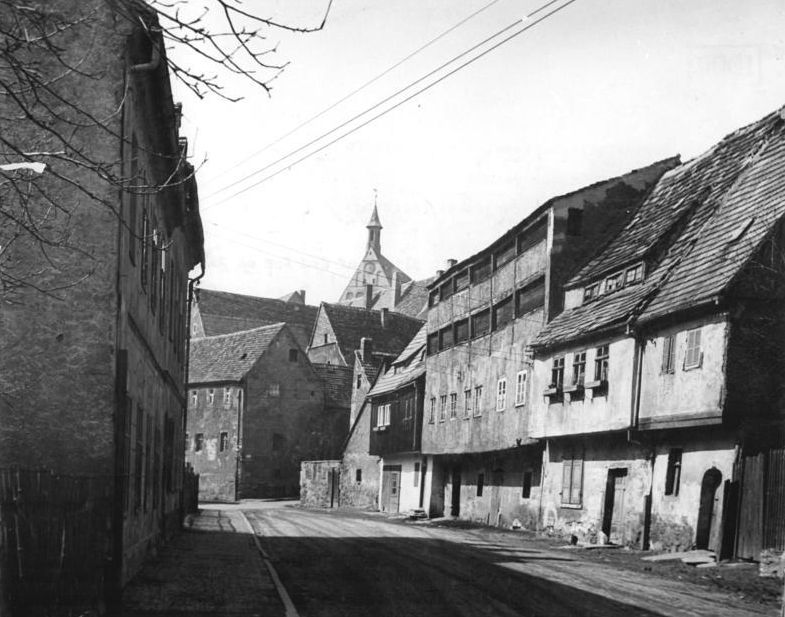
Gerberhäuser in der Unterstadt, 1956, teilweise abgebrannt 2004
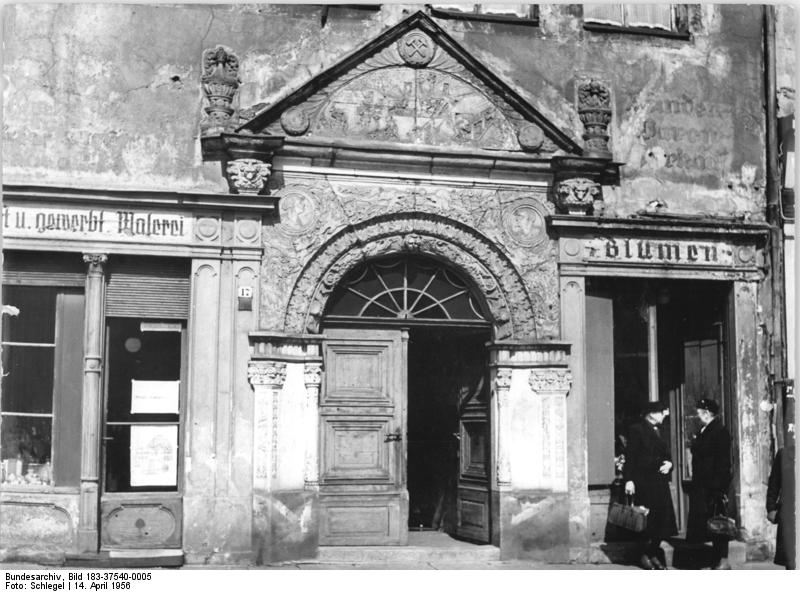
Portal am Obermarkt, 1956
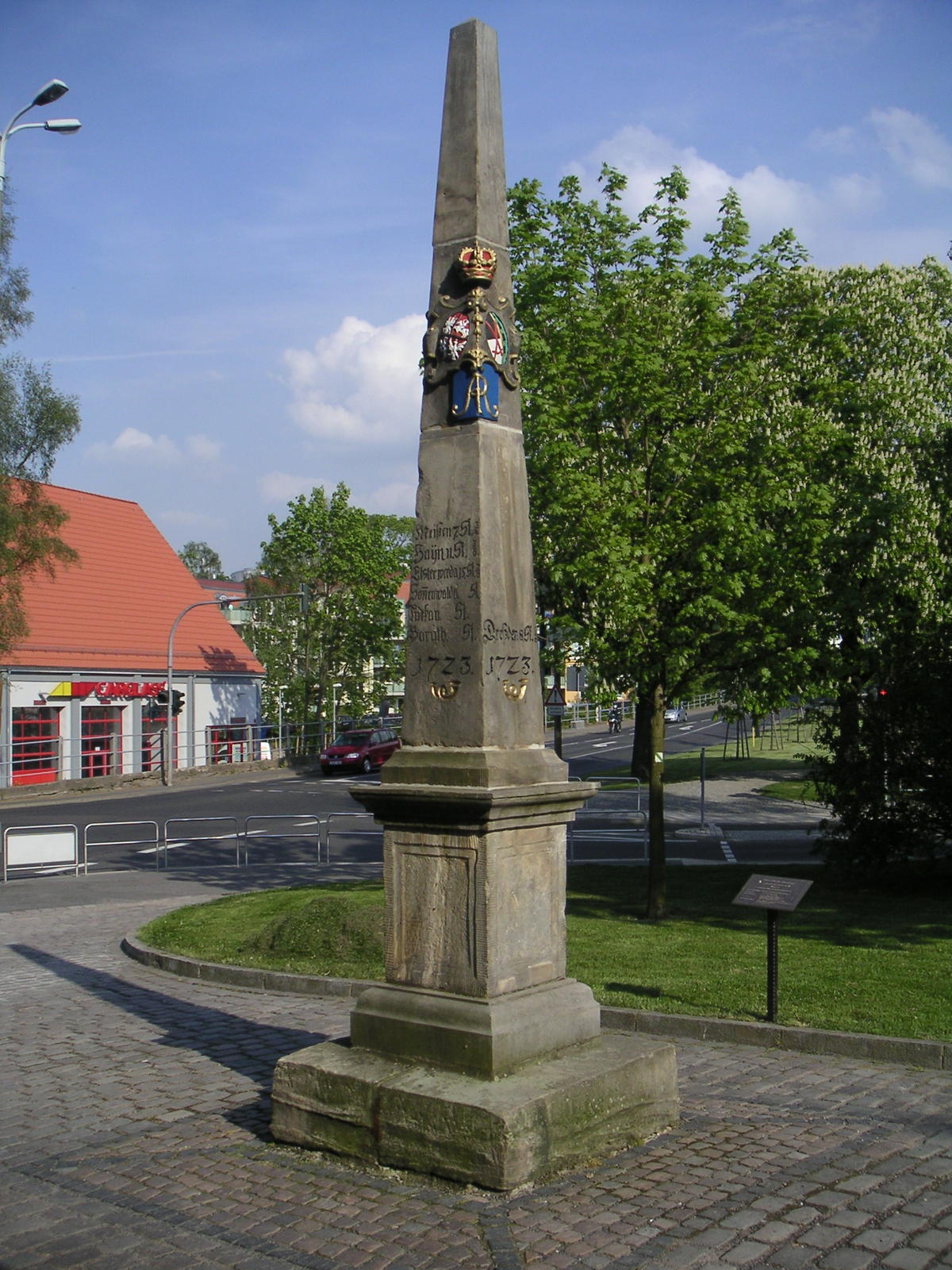
Kursächsische Postmeilensäule in Form einer Distanzsäule von 1723 an der Meißner Gasse, ehem. vorm Meißner Tor

### Parks und Wälder

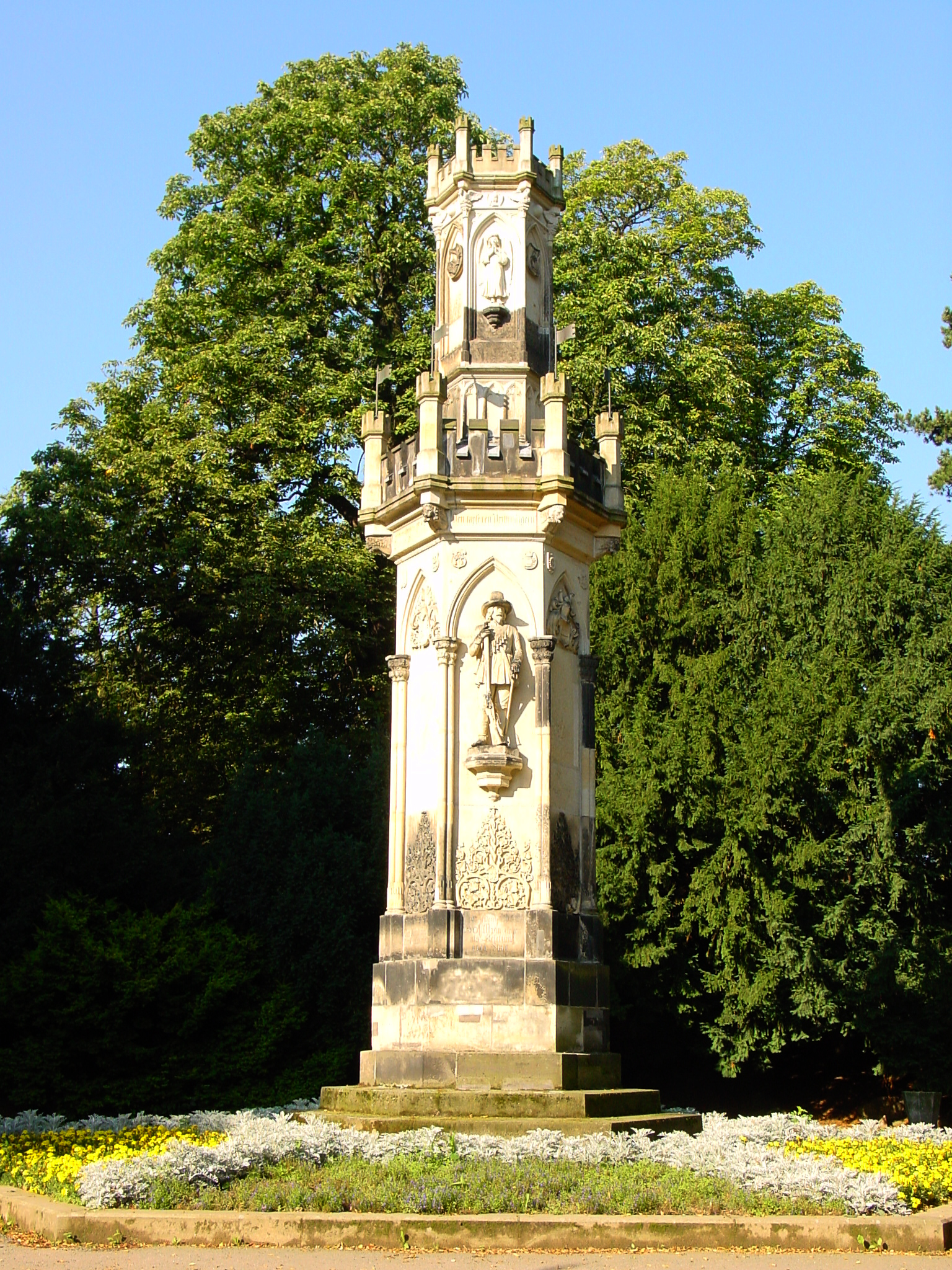
Von Eduard Heuchler entworfenes Schwedendenkmal im Albertpark

Der Stadtkern wird von dem anstelle der mittelalterlichen Stadtbefestigung angelegten Grünanlagen- oder Altstadtring umschlossen. Im südwestlichen und westlichen Teil, dem Tal des Goldbaches, der auch Saubach genannt wird, liegt als Erweiterung der Albertpark mit den beiden Kreuzteichen (Mittlerer und Unterer oder Großer Kreuzteich). Im nördlichen Teil dieses Ringes ist unter anderem der Schlüsselteich zu lokalisieren. Historisch verfügte Freiberg über noch mehr Teiche im Zuge des Grünanlagenrings und Goldbaches. Westlich des Albertparkes befindet sich der ehemalige Johannispark, der Ende der 1950er Jahre zum Freiberger Tierpark umgestaltet wurde. Westlich schließt sich der Ludwig-Renn-Park an. Am südwestlichen Stadtrand befindet sich der Hospitalwald, beziehungsweise bereits der Freiberger Stadtwald, nordwestlich der Fürstenwald (auch Fürstenbusch oder Loßnitzforst) mit dem Nonnenwald und dem Zechenteich sowie dem Schwarzen Teich. Südöstlich der Stadt, an den Talhängen beiderseits der Freiberger Mulde, trifft man auf den Rosinenbusch. Viele der ehemaligen Bergbauhalden sind mit Wald bestockt und wertvolle Biotope. Diese zählen in großen Flächenanteilen zu den Freiberger Forsten.

### Naturdenkmäler

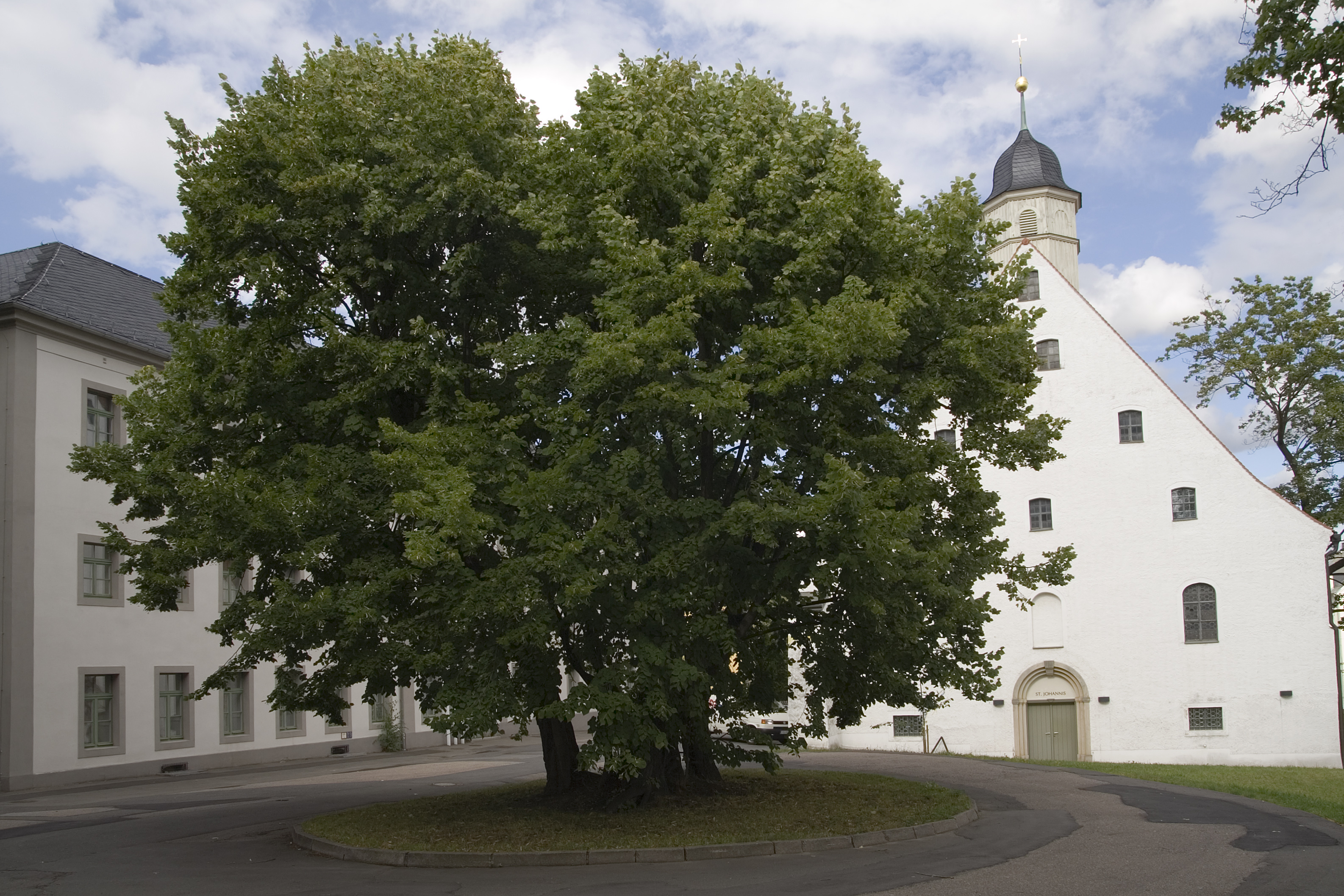
Torstensson-Linde

In Freibergsdorf befindet sich die Torstensson-Linde, an der der schwedische Feldherr Lennart Torstensson im Dreißigjährigen Krieg die Befehle zur Belagerung Freibergs gegeben haben soll. In größerer Entfernung liegen der Freiberger Stadtwald mit Großem Teich und Mittelteich, der Zellwald und der Tharandter Wald, sowie das Striegistal. Botanisch und technisch bemerkenswert ist darüber hinaus die so genannte Grabentour.

### Vereine

#### Sportvereine
- Bergstädtischer Sportclub (BSC): (Fußball, 2009/10 Bezirksliga Chemnitz, 7. Liga). Der Verein hieß vor dem Zweiten Weltkrieg Sportfreunde Freiberg. In der DDR wechselten die Namen häufig, von BSG Einheit zu HSG Wissenschaft und dann bis 1967 zu BSG Turbine. Der Nachfolger SG Union Freiberg wurde 1981 in BSG Geologie umbenannt. Am 1. Juni 1990 erfolgte eine erneute Umbenennung in SV Bergstadt Freiberg. Im Februar 1995 folgte die Fusion mit dem Ortsrivalen PSV Freiberg zum BSC.
- HSG Freiberg: Handballspielgemeinschaft Freiberg e. V. (Handball, 2017/18 Mitteldeutsche Oberliga der Männer, 4. Liga) Der Verein hat eine über 90-jährige Handball-Tradition. Die Heimstätte der „Dachse“ genannten HSG Freiberg ist die Ernst-Grube-Halle auf dem Wasserberg in Freiberg.
- TVL Freiberg: Trainingsverein Leichtathletik, Leichtathletik
- SV Oberschöna 1902 e. V.: Abteilung Pferdesport im Münzbachtal Freiberg
- RFV Freiberg: Reit- und Fahrverein, Reiten
- SSV Freiberg: Schwimmsportverein, Schwimmen
- SV Siltronic Freiberg e. V.: Volleyball, Kindersport, Fußball, Aerobic, Tischtennis, Nordic Walking, Gymnastik, Schach
- 1. VVF Freiberg: Volleyball-Verein, Volleyball (2009/10 Sachsenklasse West); etwa 300 Mitglieder
- Freiberger HTC (FHTC): Hockey- und Tennisclub (Hockey, Hallensaison 2012/13 Mitteldeutsche Oberliga Herren) (Tennis, 2012 Oberliga Herren)
- Turnverein 1844 Freiberg
- Sächs’scher Maunt’nverein Freiberg e. V. SMF: Bergsport, insbesondere Felsklettern
- Freiberger Polizeisportverein e. V.: Leichtathletik
- SV Saxonia Freiberg: Tischtennis
- ATSV Freiberg: Basketball, Volleyball

#### Vereine für Traditionspflege und Geschichte
- Historische Freiberger Berg- und Hüttenknappschaft e. V.
Traditionsverein zur Pflege und Erhaltung berg- und hüttenmännischer Traditionen. Zur Arbeit des Vereins gehören unter anderem die international bekannte Berg- und Hüttenparade (Aufzüge neben vielen Regionen Deutschlands auch in Brasilien, zur Steubenparade in New York, in Norwegen, Polen, Slowakei, Frankreich, Tschechien), eine aktive Kinder- und Jugendarbeit, Erhaltung von Schauanlagen des Berg- und Hüttenwesens (Radstube in Oberschöna und Zylindergebläse in Muldenhütten) sowie die Publikation von Forschungsergebnissen.
- Förderverein Himmelfahrtfundgrube
- Freiberger Altertumsverein e. V.
- Freiberger Münzfreunde e. V.[46]
- Freiberger Mineralienfreunde e. V.[47]

#### Künstlerisch tätige Vereine und Organisationen
- Freiberger Kunstverein
- Freiberger Fotofreunde
- Form-Farbe-Geste e. V.
- Theater für Kinder e. V.
- Akademie zur Wahrung musikhistorisch angewandter Kunst e. V.
- Bergmusikkorps Saxonia Freiberg e. V.[48]
- Freiberger Tabakskollegium[49]
- Freiberger Bürgerbühne[50]
- Stojanov and the Syndicate[51]

#### Chöre
- A-cappella Kammerchor Freiberg[52]
- Freiberger Domchor[53]
- Stadtchor Freiberg
- Chor des Collegium Musicum
- Freiberger Bergsänger
- Freiberger Männerchor
- Knabenchor Musikschule Freiberg

### Regelmäßige Veranstaltungen

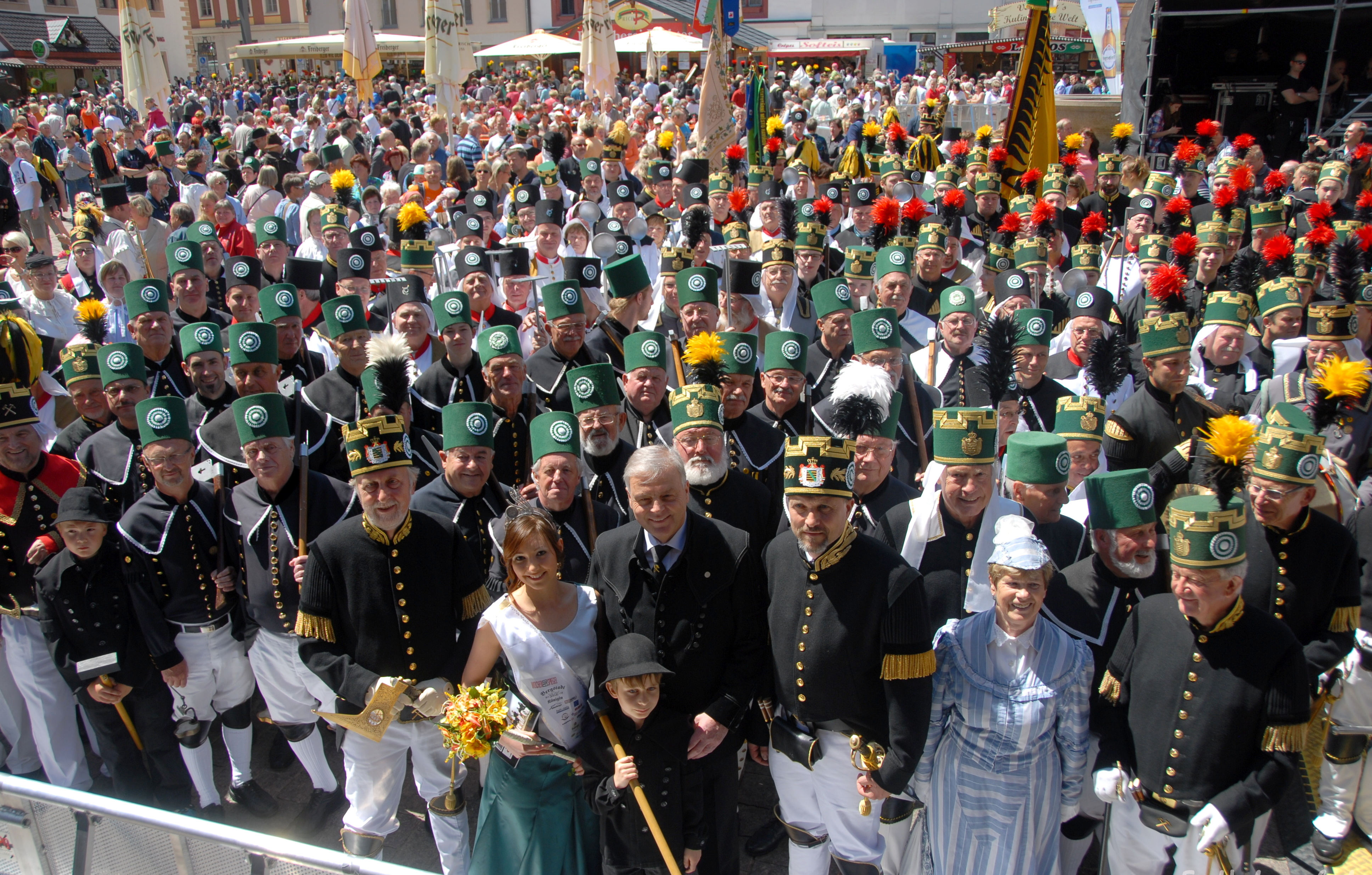
Bergmannsaufzug zum Bergstadtfest, 2015

Der Freiberger Veranstaltungskalender beinhaltet diverse jährlich stattfindende Feierlichkeiten. Als größtes Volksfest Mittelsachsens wird am letzten Juniwochenende das Bergstadtfest mit dem Aufzug der historischen Berg- und Hüttenknappschaft – der Berg- und Hüttenparade – abgehalten. Seit 2004 hat sich im April ein zweitägiger Markt regionaler und überregionaler Töpfer- und Keramikkünstler auf dem Obermarkt etabliert. Auf dem Drei-Brüder-Schacht im Stadtteil Zug findet seit 1997 im Mai ein Dampfmodelltreffen statt. Zur Adventszeit wird der Freiberger Christmarkt veranstaltet – in diesem Rahmen wird auch eine Mettenschicht am Sonnabend vor dem zweiten Advent abgehalten. Darüber hinaus werden in jedem Jahr der Freiberger Kunstförderpreis vergeben und die „Bergstadt-Königin“ gekürt.
Musikalische Großveranstaltungen sind die seit 1974 Mitte April abgehaltenen Freiberger Jazztage sowie im September die Silbermann-Tage zu Ehren Gottfried Silbermanns.

### Kulinarische Spezialitäten

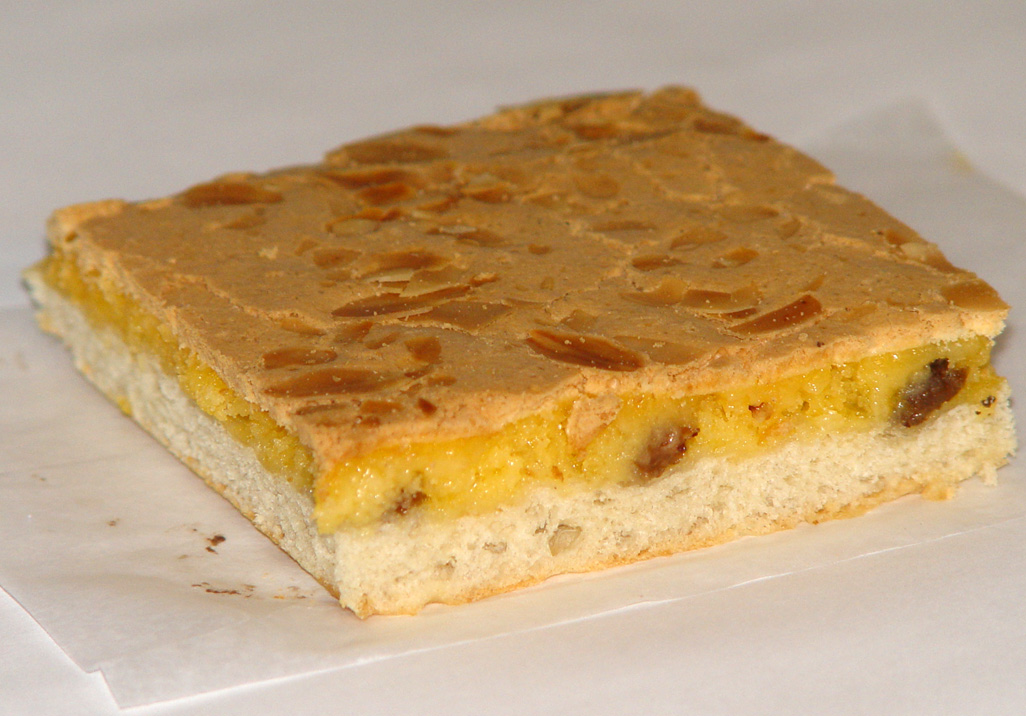
Freiberger Eierschecke

Der Freiberger Bauerhase ist ein in Form eines Hasen gestaltetes Fastengebäck. Freiberger Eierschecke ist eine in Freiberg und der nahen Umgebung verbreitete Form der Eierschecke. In einer modernen Braustätte nördlich des Stadtgebietes wird Freiberger Pils gebraut.

## Wirtschaft und Infrastruktur

### Verkehr

#### Straße
Freiberg ist über die Autobahn A 4, Abfahrt Siebenlehn und die Bundesstraße 101, aus Richtung Dresden beziehungsweise Chemnitz über die Bundesstraße 173 zu erreichen. Aus Richtung Leipzig führt die Autobahn A 14, Abfahrt Nossen-Ost und die Bundesstraße 101 nach Freiberg. Aus Richtung Prag ist die Anbindung über die A 17, Abfahrt Dresden-Gorbitz über die Bundesstraße 173 gegeben. Freiberg ist Kreuzungs- und Ausgangspunkt mehrerer Staatsstraßen in Richtung Reinsberg, Halsbrücke, Dippoldiswalde, Frauenstein, Altenberg (Erzgebirge), Brand-Erbisdorf, Kleinschirma und Hainichen. Abschnitte der Bundesstraßen 173 und 101 sind Teil der Silberstraße. Diese war mit dem Silberwagenweg zwischen Annaberg und Freiberg eine alte Poststraße. Die Staatsstraße in Richtung Frauenstein entspricht in ihrem Verlauf in Teilen der Alten Freiberg-Teplitzer Poststraße. Die verkehrstechnische Bedeutung Freibergs lässt sich unter anderem an den noch vorhandenen drei Sächsischen Postmeilensäulen ermessen. Kein weiterer Ort verfügt heute noch über eine solche Dichte von Postsäulen.
Eine 13,5 Kilometer lange Ortsumgehung von Freiberg, ausgehend von der B 173 östlich Halsbach über die B 101 im Süden, über die B 173 im Westen bis zur B 101 im Nordwesten, befand sich im Planfeststellungsverfahren. Dieses wurde vom Bundesverwaltungsgericht, mit Urteil vom 14. Juli 2011, AZ. 9 A 12/10, für rechtswidrig und nicht vollziehbar erklärt.

#### Eisenbahn
Freiberg liegt mit seinen beiden, in Betrieb befindlichen Bahnhöfen Bahnhof Freiberg (Sachs) in 413 m ü. NN und dem Haltepunkt Muldenhütten (etwa 395 m ü. NN) an der Sachsen-Franken-Magistrale auf deren Teilabschnitt Bahnstrecke Dresden–Werdau. Von Freiberg führt die Eisenbahnstrecke Nossen–Moldau ins Erzgebirge auf dem noch in Betrieb befindlichen Teilabschnitt bis nach Holzhau. In Richtung Nossen, nach Norden, liegt der stillgelegte Haltepunkt Kleinwaltersdorf (etwa 395 m ü. NN). Diese Strecke wird in Richtung Süden von der Freiberger Eisenbahn, die zur Transdev SE & Co. KG gehört, im Auftrag des Verkehrsverbundes Mittelsachsen betrieben. Die Bahnstrecke Freiberg–Halsbrücke mit dem Bahnhof Freiberg (Sachs) Ost, 422 m ü. NN, ist stillgelegt.

#### Luftverkehr
Die nächstgelegenen Flughäfen sind Dresden-Klotzsche (45 km) und Leipzig/Halle (110 km). In der Nähe von Großschirma beziehungsweise Langhennersdorf gibt es einen Sonderlandeplatz.

#### ÖPNV
Der ÖPNV wird durch die Regiobus Mittelsachsen erbracht. Diese betreibt in der Stadt neun Stadtbuslinien (Linien A–I), die unter anderem nach Brand-Erbisdorf, Zug, Halsbrücke und Oberschöna führen. Zentraler Umsteigepunkt ist neben dem Bahnhof Freiberg der Busbahnhof. Hier besteht die Umsteigemöglichkeit zwischen allen Stadtbussen und vielen Regionalbussen. In der Schwachlastzeit, im Nacht- und teilweise im Wochenendverkehr, werden die Stadtbuslinien durch das AnrufLinienTaxi ergänzt.
Freiberg gehört zum Verbundgebiet des Verkehrsverbundes Mittelsachsen mit der Tarifzone 10. Zwischen 1902 und 1919 verkehrte in der Stadt Freiberg die Städtische Straßenbahn Freiberg in Sachsen mit einer Spurweite von 1000 Millimetern.

### Ansässige Unternehmen

Schlägel und Eisen als Symbol des Bergbaus

Der Freiberger Silberbergbau beruhte auf dem Vorkommen von zirka 1.000 Erzgängen. Im Freiberger Bergrevier wurden etwa 180 verschiedene Mineralien gefunden. Der Bergbau förderte die Stadtentstehung entscheidend, war aber nicht allein für die Stadtgründung ausschlaggebend, denn etwa zur gleichen Zeit wurde der Landesausbau des südlichen Teils der Mark Meißen vorangetrieben. Der später auf andere Metalle erweiterte Erzbergbau, die Erzaufbereitung und -verhüttung, das damit in enger Verbindung stehende Handwerk, die Dienstleistung und weiterverarbeitende Industrien sowie die Wissenschaft, insbesondere die Montan- und Geowissenschaften, prägten über 800 Jahre die wirtschaftliche Entwicklung der Stadt. Ein Beispiel ist das Deutsche Brennstoffinstitut, das für die Gaswirtschaft zuständig war.
In der Stadt waren neben dem Bergbau die Aufbereitung und Verhüttung fast aller Nichteisenmetalle, der Spurenelemente und Edelmetalle zu Hause. Freiberg und Muldenhütten waren Münzstätten. In Freiberg werden Halbleiterwerkstoffe hergestellt und Einkristalle gezüchtet. Der Maschinenbau (Papiermaschinen), der Metallleichtbau, die Elektronik, die feinmechanische und optische Industrie, die Lederindustrie, die Textilherstellung, die Porzellanindustrie und die Lebensmittelindustrie sind oder waren in der Stadt vertreten.
Wichtigster Arbeitgeber der Stadt ist derzeit die TU Bergakademie Freiberg. Eine chancenreiche wirtschaftliche Alternative zu den traditionell in Freiberg beheimateten Wirtschaftszweigen scheint sich mit der ressourcenschonenden Energiegewinnung und der Herstellung entsprechender technischer Anlagen zu entwickeln. Bisher gibt es folgende Einrichtungen und Anlagen:
- Lokale Windkraftanlagen
- Zwei Bürgerkraftwerke
- Nutzung der Solarthermie in einem Seniorenheim
- Wasserkraftanlage im Muldental in Halsbach
- Holzgas-GuD-Kraftwerk Siebenlehn
- Photovoltaikanlagen auf Freiberger Industriegebäuden
- Private Photovoltaikanlagen auf Freiberger Dächern
- Bau einer Erdgastankstelle bei Umstellung auf Erdgasfahrzeuge bei den Stadtwerken Freiberg
- Geothermie
  - Freiberger Krankenhaus: im Sommer wird mit sauberer Luft aus dem Bergbau gekühlt und im Winter geheizt
  - Wärmepumpen als Heizung zur Warmwasseraufbereitung.

Für das Unternehmen Choren Industries, die unter Einsatz von Fördermitteln als erstes Unternehmen weltweit eine Anlage zur Herstellung synthetischen BtL-Kraftstoffs durch Biomasseveredlung (Waldrestholz, Altholz) betreiben wollte, wurde am 6. Juli 2011 die vorläufige Insolvenzverwaltung angeordnet. Die Insolvenz des ehemaligen Vorzeigeunternehmens war Auslöser für zahlreiche Medienberichte.
Auf dem Gebiet der Hochtechnologie sind/waren die Deutsche Solar AG (SolarWorld) (bis zum Konkurs 2018), die Siltronic AG und die Freiberger Compound Materials GmbH tätig. Mit der Niederlassung der Deutschen Solar AG entstand in Freiberg in direkter Fortführung der Waferproduktion die größte integrierte Solarzellenfabrik Deutschlands, die jährlich Solarzellen mit einer Gesamtleistung von 600 Megawatt produzierte. Im Jahr 2020 wurden ehemalige Produktionsstandorte der Solarworld von Meyer Burger Technology übernommen und werden zu einem modernisierten Werk für die Solarmodulproduktion umgerüstet. Am Standort Freiberg wird bereits seit der Gründung des VEB Spurenmetalle Freiberg 1957 Silizium verarbeitet.

### Gießereien

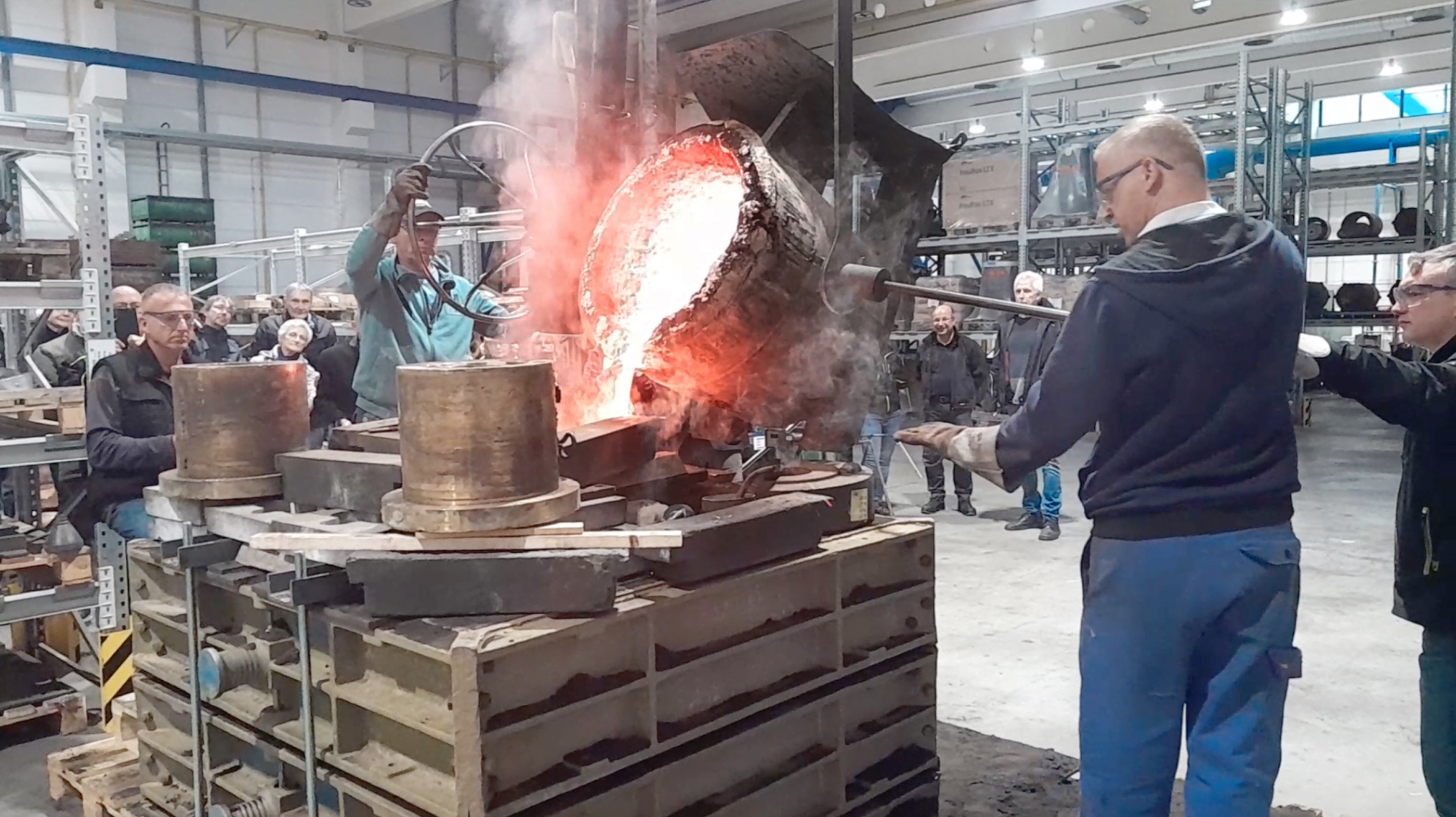
Glockenguss für die Dorfkirche Gellmersdorf 20. Oktober 2023 im SM Sächsischen Metallwerk Freiberg GmbH

Im Jahre 1994 gründete sich die SM Sächsisches Metallwerk Freiberg GmbH die Kupfer- und Kupferlegierungserzeugnisse mit verschiedenen Gießverfahren, wie Strang-, Schleuder- und Formguss herstellt.
Die 1995 gegründete ACTech GmbH Freiberg,
als Dienstleister im Bereich Gussteilentwicklung, verbindet Prototypenfertigung und Teileentwicklung mit dem Gießereihandwerk.

### Fremdenverkehr
Einen weiteren Schwerpunkt bildet der Fremdenverkehr. Durch die Sehenswürdigkeiten und die historischen Bergbauanlagen ist Freiberg, das an der sächsischen „Silberstraße“ liegt, vor allem für technisch-historisch und kunsthistorisch interessierte Bildungstouristen ein Ziel. Seit Oktober 2008 existiert die Ausstellung terra mineralia im Schloss Freudenstein. Die Absicht, die Montanregion Erzgebirge für die Liste des UNESCO-Weltkulturerbes zu kandidieren, setzt neue Impulse.

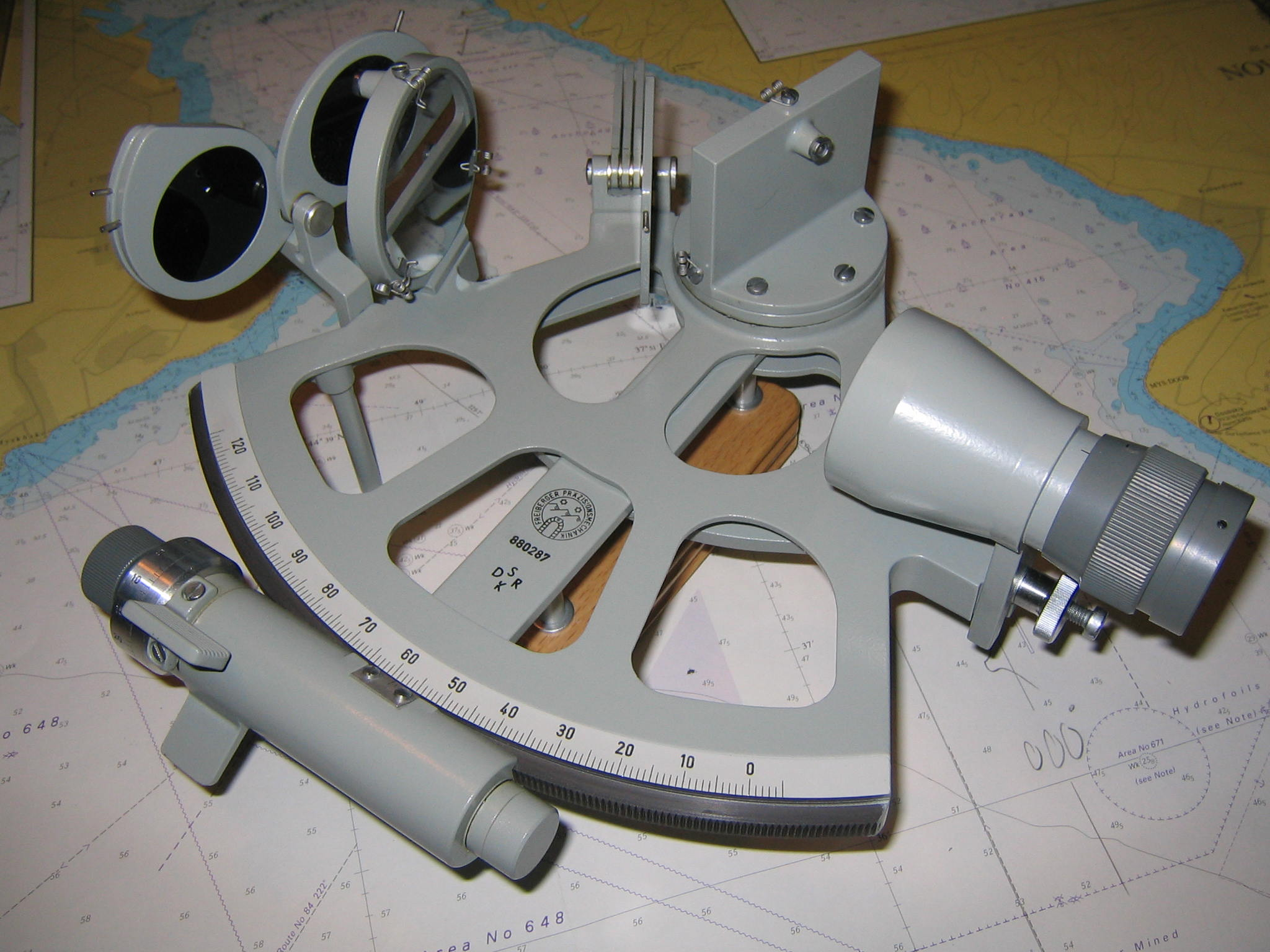
Sextant, Freiberger Präzisionsmechanik

Weiterhin sitzen in Freiberg Hersteller Feinmechanischer Geräte und von Messgeräten.
WECO stellte mit 100 Beschäftigten pyrotechnische Erzeugnisse her und schließt Ende 2021.
Die Lebensmittelindustrie ist mit der Freiberger Brauhaus AG und der Molkerei Hainichen-Freiberg, die als Gemeinschaftsunternehmen (jeweils 50 %) von der Ehrmann AG und der Käserei Champignon Hofmeister betrieben wird, vertreten. Freiberg verfügt weiterhin über einen Dienstleistungssektor, vor allem spezialisiert sich die Stadt auf wissenschaftliche Dienstleistungen im Bereich der Geowissenschaften und der Geoinformatik, was über die üblichen Aufgaben eines Mittelzentrums hinausgeht.
In der Wohnungswirtschaft ist neben zahlreichen privaten Eigentümern vor allem die mehrheitlich in städtischem Besitz befindliche Städtische Wohnungsgesellschaft Freiberg mit rund 4.000 Wohnungen ein bedeutender Akteur.

### Gesundheitswesen
1223 gab es mit dem St. Johannishospital das erste Krankenhaus in Freiberg. Die Kreiskrankenhaus Freiberg gGmbH feierte am 8. November 2011 ihr 150-jähriges Jubiläum. Hauptgesellschafter des Krankenhauses ist der Landkreis Mittelsachsen, weiterer Gesellschafter ist die Sana Kliniken AG. Seit 1998 ist es eins von zehn Krankenhäusern der Schwerpunktversorgung in Sachsen. Das Krankenhaus besitzt ein zertifiziertes Schlaganfallzentrum. 2010 wurde das Krankenhaus Akademisches Lehrkrankenhaus der medizinischen Fakultät der Technischen Universität Dresden.

### Rettungsdienst
In Freiberg am Kreiskrankenhaus existiert eine Rettungswache, der die Außenstelle Brand-Erbisdorf zugeordnet ist. In dieser ist ein Notarzteinsatzfahrzeug 24 h am Tag besetzt, ein weiteres von Montag bis Freitag 7 bis 19 Uhr. Stand Januar 2019 sind in Freiberg drei Rettungswagen stationiert, zwei davon sind 24 h am Tag besetzt, der dritte ist Montag bis Freitag von 7 bis 19 Uhr und Samstag und Sonntag 24 h besetzt. Des Weiteren stehen 4 Krankentransportwagen für den Transport von Patienten von und zu Untersuchungen zur Verfügung. Bis zum 31. Januar 2020 wurde die Wache vom DRK-Kreisverband Freiberg betrieben. Zum 1. Februar gab es erstmals einen Betreiberwechsel an die Malteser Hilfsdienste gGmbh – allerdings nur als Interimsvergabe, da der DRK-Kreisverband Einspruch erhoben hat.

### Feuerwehr

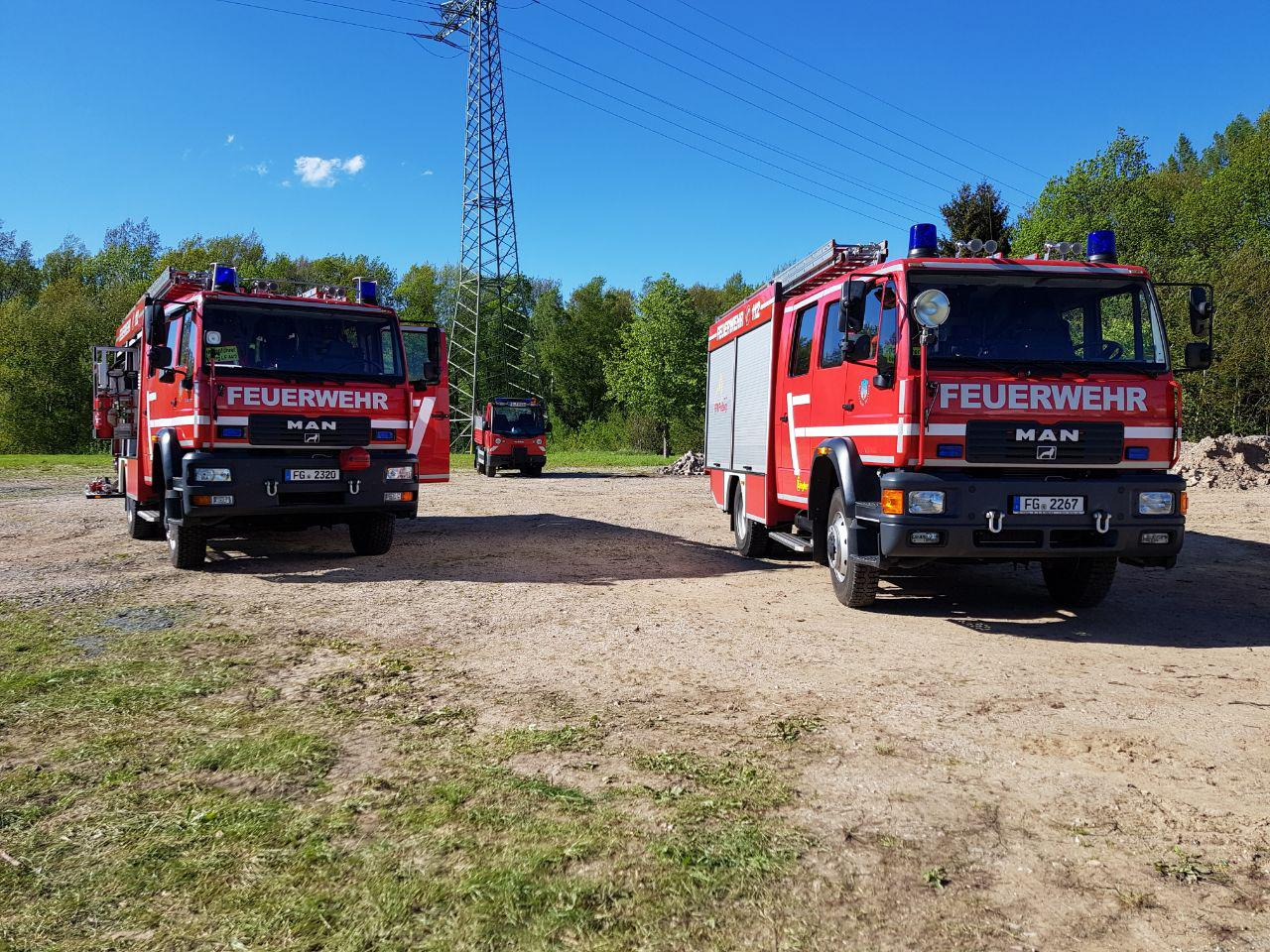
LF 16/12-TS, Multicar und LF 16/12-TH bei einer Präsentation

Die Freiwillige Feuerwehr Freiberg „Moritz Braun“ ist die Freiwillige Feuerwehr mit hauptamtlichen Kräften der Stadt Freiberg. Deren Feuerwehrhaus befindet sich seit 1997 im Freiberger Stadtteil Freiberg Süd auf der Brander Straße 29. Gegründet wurde sie als Feuerlöschgruppe 1861 nach einem Stadtratsbeschluss aus den Reihen der Turner. Seit den 1940er Jahren wurden Feuerwehrleute direkt bei der Stadt angestellt, 1950 wurde dann die Berufsfeuerwehr Freiberg gegründet, die dann 1990 wieder in eine Freiwillige Feuerwehr mit hauptamtlichen Kräften umgewandelt wurde, da neben Personalnot auch die Voraussetzungen, ab wann eine Stadt eine Berufsfeuerwehr unterhalten muss, damals 80.000 Einwohner, nicht mehr erfüllt waren. So entstand die heutige Struktur als Freiwillige Feuerwehr mit hauptamtlichen Kräften, zu denen die ständig besetzte Feuerwache Freiberg, die Ortsfeuerwehren Freiberg, Kleinwaltersdorf und Zug gehören. Die Feuerwehr im Ortsteil Halsbach, die bis zuletzt ein KLF auf Barkas B1000 besetzte, wurde im Jahr 2008 aufgelöst.
Die Feuerwehr der Stadt Freiberg hat insgesamt 225 Mitglieder: 136 aktive Kameraden, 55 Jugendfeuerwehrmitglieder und 34 in der Alters- und Ehrenabteilung. Derzeit sind 26 hauptamtliche Kräfte in drei 24-Stunden-Wachschichten angestellt, von denen einige auch in den Freiwilligen Feuerwehren aktiv sind. Seit 2021 haben alle Ortswehren eine eigene Jugendfeuerwehr und die Ortswehr Kleinwaltersdorf eine Kinderfeuerwehr.
|                   | Feuerwache Freiberg (hauptamtliche Kräfte)                                                                          | Feuerwehrhaus Freiberg (freiwillige Kräfte)       | Feuerwehrhaus Landkreis Mittelsachsen | Feuerwehrhaus Kleinwaltersdorf | Feuerwehrhaus Zug                   |
| ----------------- | --- | ------------------------------------------------- | ------------------------------------- | ------------------------------ | ----------------------------------- |
| Standort          | Brander Straße 29                                                                                                   | Brander Straße 29                                 | Brander Straße 29                     | Walterstal 74                  | Haldenstraße 31                     |
| Fahrzeuge         | - KdoW - HLF 20 - TLF 4000 - HTLF 48/20-20-10 - DLA(K) 23/12 - RW - GW-G - MZF - MLW - Multicar - FwA-Co² - FwA-MZB | - ELW 1 - LF 16/12-TH - LF 16/12-TS - FwA-P - MTF | - ELW 2 - GW-A - MZF                  | - TSF-W/Z - MTF                | - TLF 16/25 - TSF-W                 |
| Einsätze pro Jahr | - 510 (2019) | - 130 (2019) - 99 (2020 bis Oktober)              |                                       | - 20 (2018) - 17 (2019)        | - 17 (2017) - 18 (2018) - 16 (2019) |
| Onlinepräsenz     | Facebook-Seite | Facebook-Seite                                    |                                       | Facebook-Seite                 | Facebook-Seite Website              |

### Technisches Hilfswerk
Das Technische Hilfswerk besitzt seit dem 1. Juli 1997 einen Ortsverband mit 60 aktiven Helfern und 9 Junghelfern in Freiberg, der seinen Standort im Ortsteil Zug hat. Er gehört zur Regionalstelle Chemnitz und besteht aus einem Zugtrupp, der 1. Bergungsgruppe, der Fachgruppe Notversorgung und Notinstandsetzung und den Fachgruppen Räumen, Ortung und schwere Bergung.

### Medien
- Fernsehen: Stadtfernsehen Freiberg „eff3“ (Insolvent seit Juni 2015)[72]
- Presse: Freie Presse, Wochenspiegel – Freiberger Anzeiger, Freiberger Lesehefte (1998–2011)
- Radio: InPulz – Dein Stadtradio[73]

### Bildung und Forschung

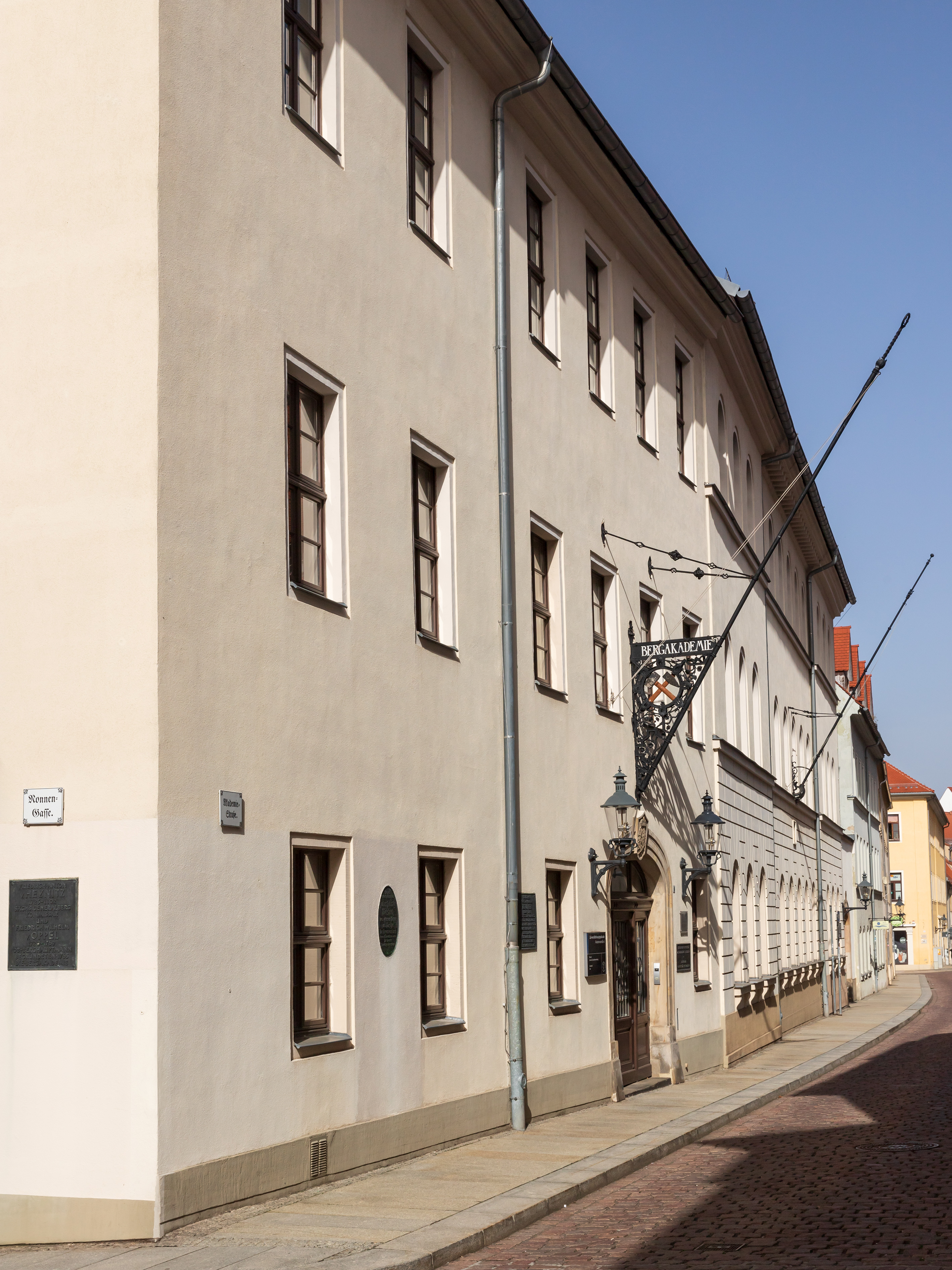
Hauptgebäude der Universität in der Akademiestraße

Die Technische Universität Bergakademie Freiberg ist die älteste noch existierende montanwissenschaftliche Bildungseinrichtung der Welt. Sie wurde 1765, im Zeitalter der Aufklärung, durch Prinz Xaver als Ausbildungsstätte für Bergleute in Freiberg gegründet, als Sachsen nach der Niederlage im Siebenjährigen Krieg den Bergbau forcieren musste, um Reparationen zu zahlen. Zu ihren berühmtesten, ehemaligen Studenten zählt Alexander von Humboldt.
Das Geschwister-Scholl-Gymnasium Freiberg wurde im Jahre 1515 als Städtische Lateinschule gegründet und war damit das erste humanistische Gymnasium in Sachsen. Es verfügt über die wertvolle Andreas-Möller-Bibliothek, zwei Chöre, die Bläsergruppe Musica Concordia und zahlreiche Sportgruppen. Das Gymnasium besteht aus zwei Schulgebäuden, deren Rekonstruktion und Modernisierung 2002 beziehungsweise 2004 abgeschlossen wurden. Das Albertinum ist das Haupthaus und beherbergt neben der Schulleitung die Klassenstufen 9 bis 12, das Haus Dürer, benannt nach dem Maler Albrecht Dürer, die Klassenstufen 5 bis 8.
Das Ulrich-Rülein-Gymnasium entstand 1992 aus den polytechnischen Oberschulen Lenin und Gorki. Im Jahr 2007 wurde das Gymnasium mit dem Geschwister-Scholl-Gymnasium zusammengelegt und kurzzeitig als Gebäude Rülein des Geschwister-Scholl-Gymnasiums weitergeführt. An dem Standort des ehemaligen Gymnasiums befindet sich seit 2011 die Freie Gemeinschaftliche Schule „Maria Montessori“.
Das Freiberg-Kolleg ist eine staatliche Einrichtung des zweiten Bildungswegs im Land Sachsen. Es bietet Erwachsenen die Möglichkeit, nach Abschluss einer Berufsausbildung in Vollzeit die allgemeine Hochschulreife zu erwerben. Das Freiberg-Kolleg ist mit dem Gründungsjahr 1949 das älteste der drei Kollegs in Sachsen. Zurzeit lernen hier zirka 230 Schüler. Bewerber mit Migrationshintergrund haben die Möglichkeit über zusätzliche DaZ-Kurse die Hochschulreife zu erlangen.

#### Forschungseinrichtungen
- Helmholtz-Institut Freiberg für Ressourcentechnologie (HIF) als Außenstelle des Helmholtz-Zentrums Dresden-Rossendorf
- Fraunhofer-Technologiezentrum Hochleistungsmaterialien (THM) als Außenstelle des Fraunhofer-Institut für Keramische Technologien und Systeme Dresden

### Garnison
Freiberg war bis zum Jahr 1945 Garnisonsstadt der Sächsischen Armee, Reichswehr und Wehrmacht. Errichtet wurde u. a. die König-Friedrich-August-Kaserne.

## Filmografie
- Bilderbuch Deutschland. Freiberg, Dokumentation, Produktion: MDR, Regisseurin: Birgit von Gagern, Erstausstrahlung: 19. November 2000, 45 Min[75]